# Era dos Descobrimentos

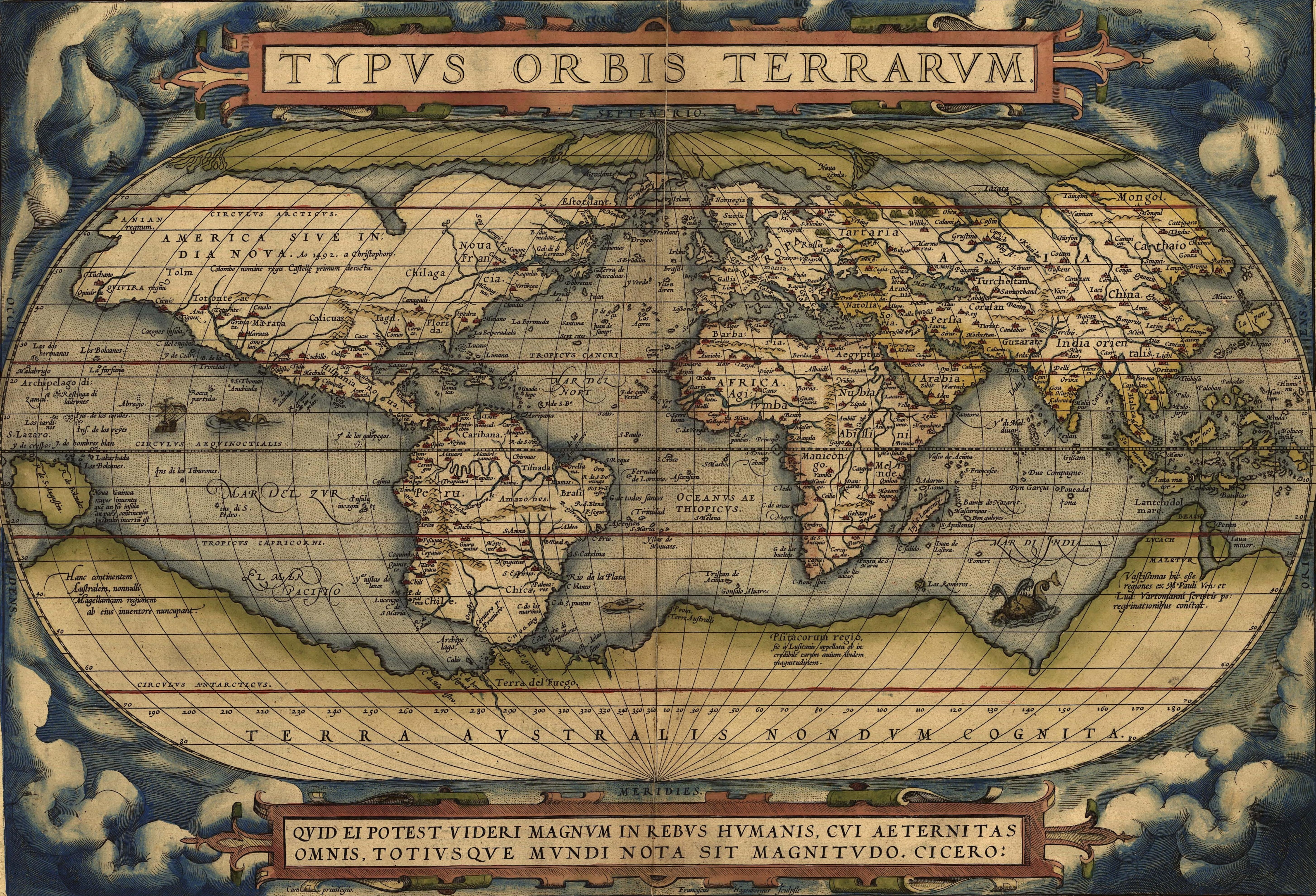
O "Theatrum Orbis Terrarum" ("Teatro do Globo Terrestre") de Abraão Ortélio, publicado em 1570 em Antuérpia, considerado o primeiro atlas moderno, resultado das intensas explorações marítimas. Teve 31 edições, em sete idiomas: latim, holandês (1571), (1572), (1572), castelhano (1588), (1606) e italiano (1608)

Era dos descobrimentos (ou das Grandes Navegações) é a designação dada ao período da história que decorreu entre o século XV e o início do século XVII, durante o qual, inicialmente, portugueses, depois espanhóis e, posteriormente, alguns países europeus exploraram intensivamente o globo terrestre em busca de novas rotas de comércio. Os historiadores geralmente referem-se à "era dos descobrimentos" como as explorações marítimas pioneiras realizadas por portugueses e espanhóis entre os séculos XV e XVI, que estabeleceram relações com a África, América e Ásia, em busca de uma rota alternativa para as "Índias", movidos pelo comércio de ouro, prata e especiarias. Estas explorações no Atlântico e Índico foram seguidas por outros países da Europa, como França, Inglaterra e Países Baixos, que exploraram as rotas comerciais portuguesas e espanholas até ao oceano Pacífico, chegando à Austrália em 1606 e à Nova Zelândia em 1642. A exploração europeia perdurou até realizar o mapeamento global do mundo, resultando numa nova divisão mundial, e no contacto entre civilizações distantes, alcançando as fronteiras mais remotas muito mais tarde, já no século XX.
A era dos descobrimentos marcou a passagem do feudalismo da Idade Média para a Idade Moderna, com a ascensão dos estados-nação europeus. Durante este processo, os europeus encontraram e documentaram povos e terras nunca antes vistas. Juntamente com o Renascimento e a ascensão do humanismo, foi um importante motor para o início da modernidade, estimulando a pesquisa científica e intelectual. A expansão europeia no exterior levou ao surgimento dos impérios coloniais, com o contacto entre o Velho e o Novo Mundo a produzir o chamado "intercâmbio colombiano" (Columbian Exchange), que envolveu a transferência de plantas, animais, alimentos e populações humanas (incluindo os escravos), doenças transmissíveis e culturas entre os hemisfério ocidental e oriental, num dos mais significativos eventos globais da ecologia, agricultura e cultura da história.
Entre os mais famosos exploradores deste período, destacam-se Cristóvão Colombo (pela descoberta da América), Vasco da Gama (do caminho marítimo para a Índia), Vicente Yáñez Pinzón, Pedro Álvares Cabral, Bartolomeu Dias, Américo Vespúcio, John Cabot, Fernão de Magalhães, Willem Barents, Zheng He, Abel Tasman e James Cook.

## Antecedentes (1241-1439)

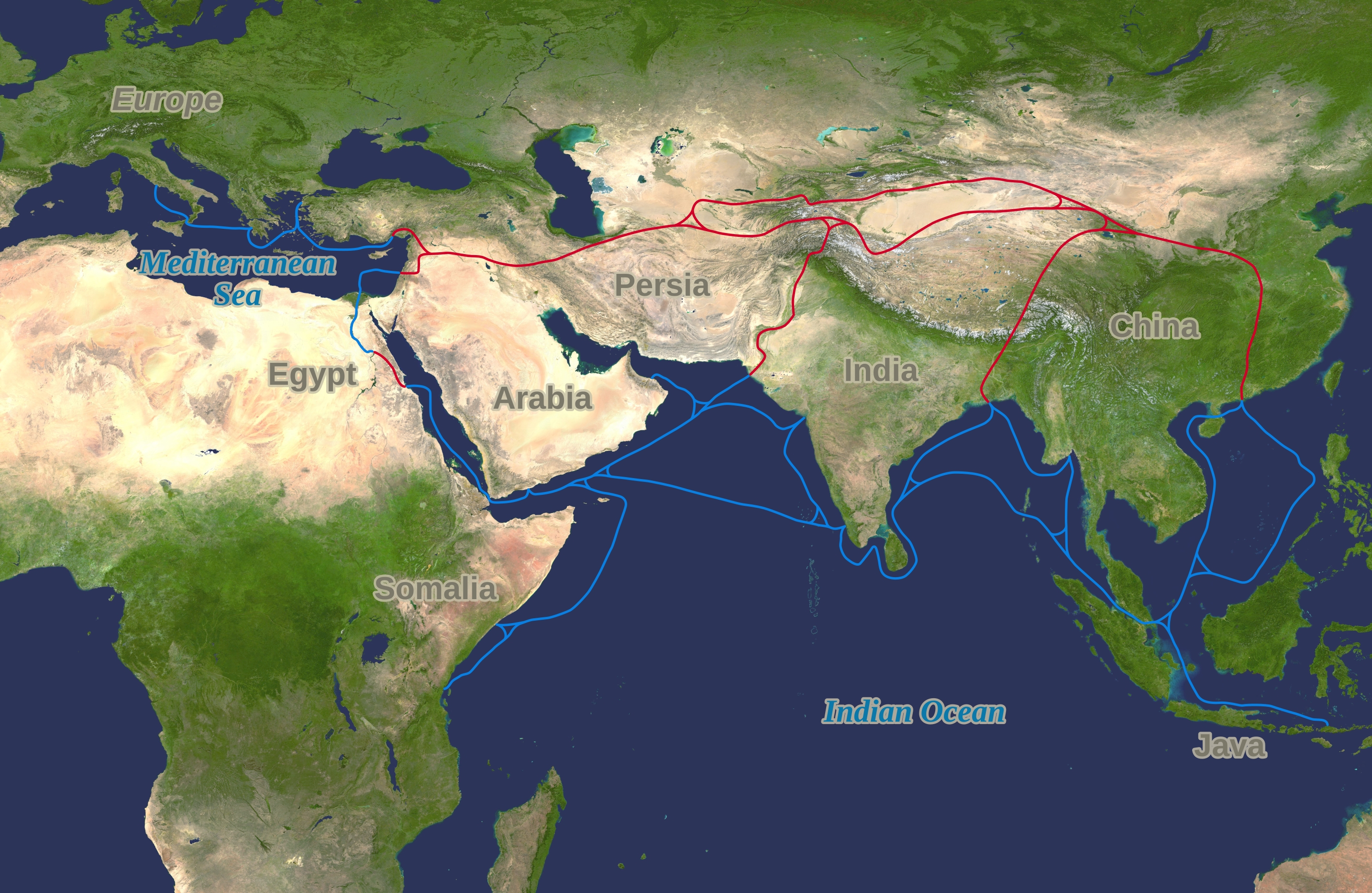
As importantes rotas comerciais da seda e das especiarias, bloqueadas pelo Império Otomano em 1453 com a queda de Constantinopla o que motivou a procura de um caminho marítimo pelo Atlântico, contornando África

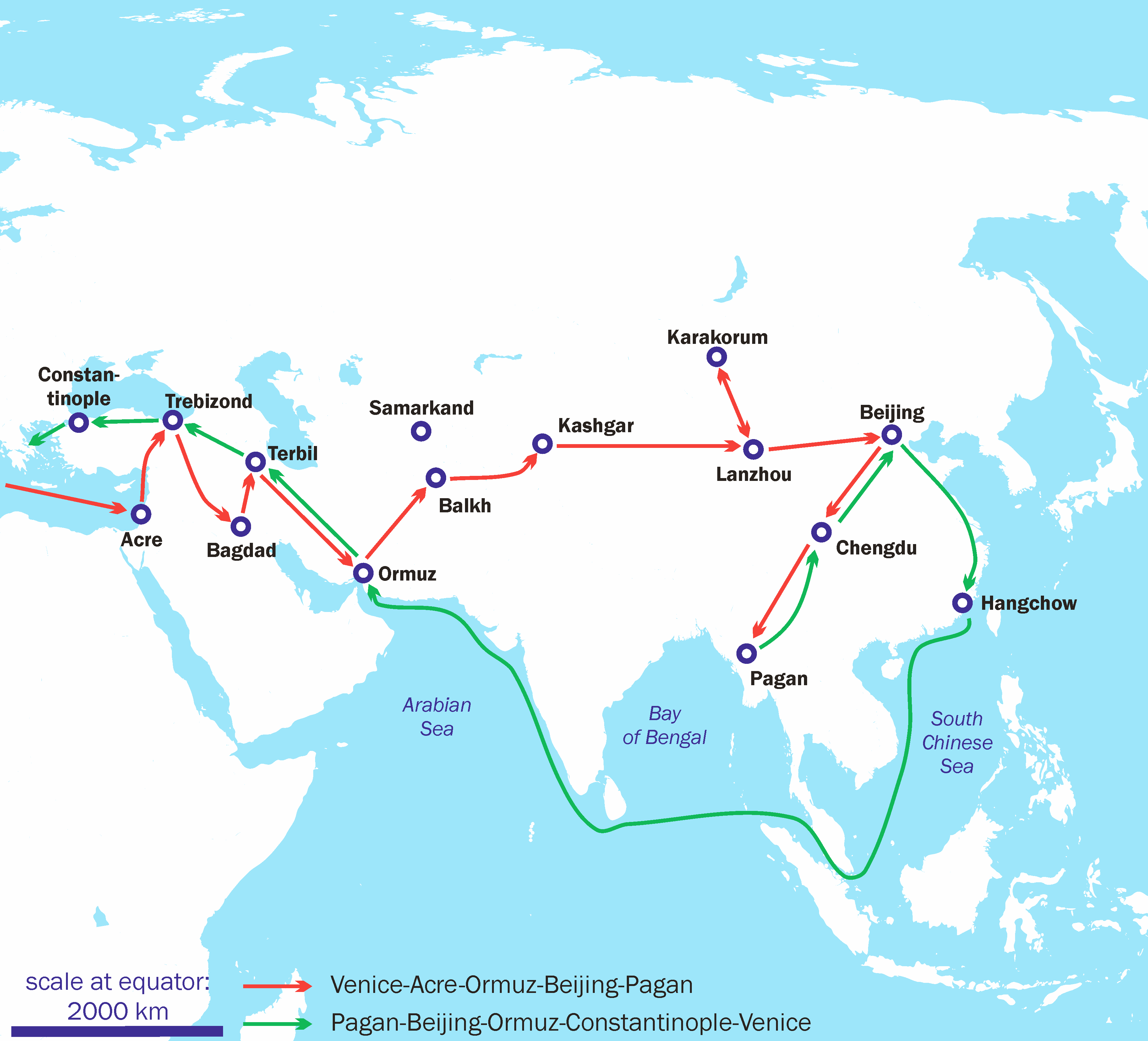
Viagens de Marco Polo (1271-1295)

Os europeus tinham conhecimentos remotos sobre o continente Asiático, vindos de relatos parciais, muitas das vezes obscurecidos por lendas, ainda dos tempos das explorações de Alexandre o Grande e dos seus sucessores. Outra fonte eram relatos árabes do tempo da ocupação cristã da Palestina e dos reinos cristãos da altura das cruzadas. Pouco era conhecido para lá da Anatólia e do mar Cáspio, regiões bárbaras nos limites, sítios dos últimos cristãos "civilizados". O continente africano era conhecido parcialmente, não se conhecendo o seu limite a Sul, ou sequer se haveria esse limite, existindo apenas relatos de grandes reinos africanos para lá do deserto do Saara, sendo o conhecimento real dos europeus das costas mediterrânicas e pouco mais, já que o bloqueio turco não permitia explorações mais aprofundadas, senão o dos contatos com os escravos negros vendidos na Europa. O conhecimento das costas africanas atlânticas era remoto e provinha essencialmente de mapas antigos e de relatos de um tempo estranho e distante em que os romanos chegaram a explorar a Mauritânia. Do mar Vermelho, sabia-se da sua existência e pouco mais, sendo que só com o desenvolvimento dos laços comerciais das repúblicas marítimas italianas, Génova e Veneza principalmente, se começou a verdadeira exploração dessa zona.

### Viagens medievais por terra
O prelúdio para a Era dos Descobrimentos foi uma série de expedições que atravessaram Eurásia por terra na Baixa Idade Média. Embora os mongóis tivessem ameaçado a Europa com a pilhagem e destruição, os estados mongóis também unificaram grande parte da Eurásia. A partir de 1206, a Pax Mongolica permitiu criar rotas comerciais e vias de comunicação que se estendiam desde o Médio Oriente até à China. Uma série de europeus aproveitaram para explorar o Oriente. Estes eram maioritariamente italianos, pois o comércio entre a Europa e o Médio Oriente era então quase totalmente controlado por comerciantes das repúblicas marítimas - Génova, Veneza e Ragusa. A estreita relação dos italianos com o Levante suscitou uma grande curiosidade e interesse comercial sobre os países situados a oriente.
O primeiro desses viajantes foi Giovanni da Pian del Carpine, que viajou para a Mongólia e de volta entre 1241-1247. O viajante mais famoso, porém, foi o veneziano Marco Pólo que na sua obra "As Viagens" relatou as suas viagens em toda a Ásia entre 1271-1295, descrevendo ter sido um convidado da dinastia Yuan na corte de Cublai Cã. A sua obra foi lida por toda a Europa e tornou-se num dos grandes mananciais de informação na época. De 1325-1354, um estudioso marroquino de Tânger, ibne Batuta, viajou do Norte de África ao Sul da Europa, Médio Oriente e Ásia, tendo chegado à China. Após regressar, ditou o relato destas viagens a um estudioso que conhecera em Granada, a Rihla, ("A viagem"), única e então pouco divulgada fonte de informação sobre suas aventuras. Em 1439, Niccolò Da Conti publicou um relato das suas viagens à Índia e ao Sudeste Asiático.
Estas viagens tiveram contudo pouco efeito imediato: o Império Mongol desmoronou-se quase tão rápido como se formara fazendo com que as rotas para o Oriente se tornassem muito mais difíceis e perigosas. A epidemia de peste negra do século XIV também bloqueou as viagens e o comércio. e a ascensão da agressiva e expansionista do Império Otomano, que em 1453 viria a tomar Constantinopla, limitou ainda mais as rotas terrestres para a Ásia.

### Missões chinesas

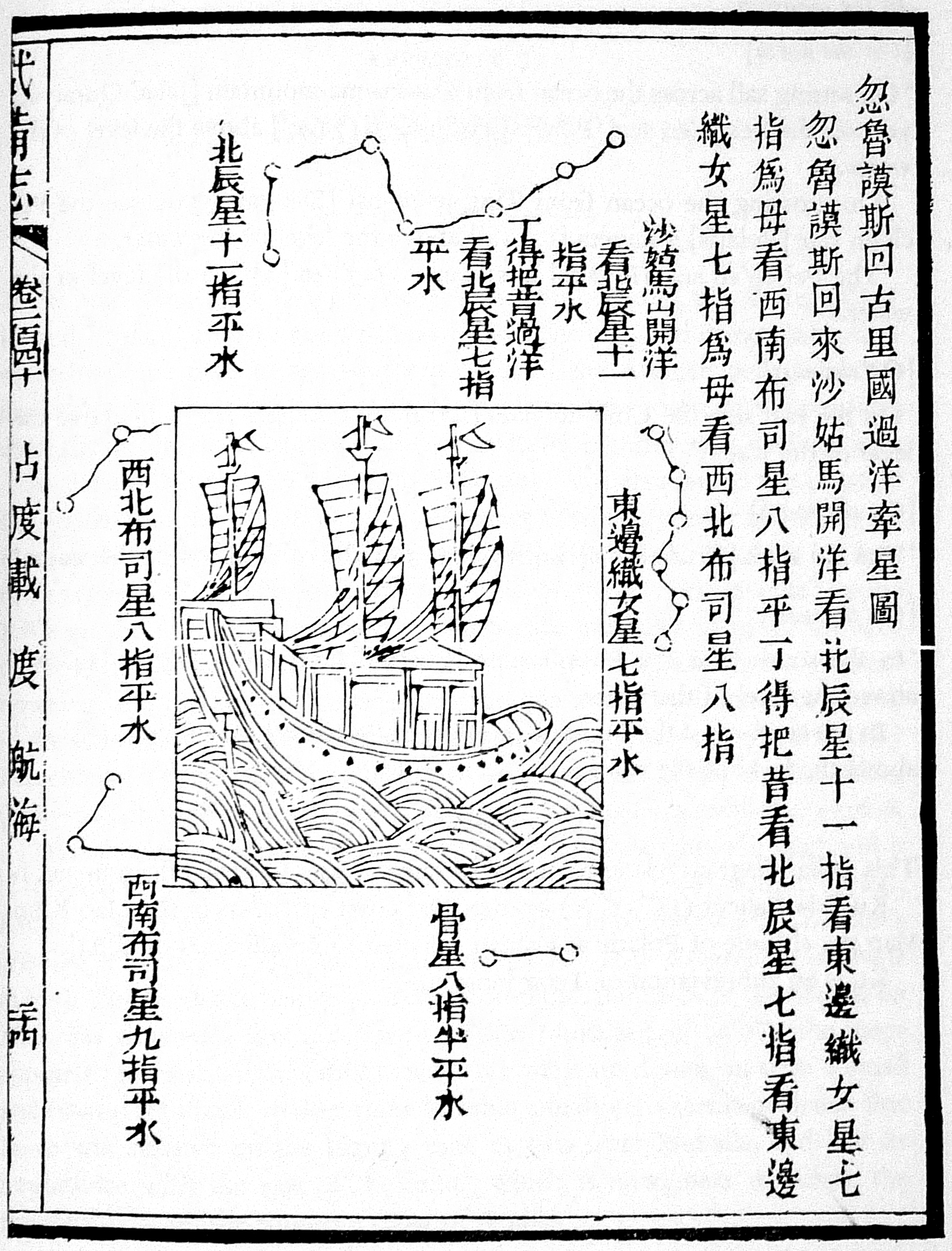
Mapa "Mao Kun", que se acredita baseado nas viagens de Zheng He, com direcções de navegação entre portos do Sudeste Asiático e até Malindi, 1628

Em 1368, destronada a dinastia Yuan, os Mongóis perderam grande parte da China para a rebelde dinastia Ming. Os chineses tinham estabelecido uma vasta rede de relações comerciais na Ásia, Arábia, África Oriental e Egipto desde a dinastia Tang (618  907 d.C.). Entre 1405 e 1421 o terceiro imperador Ming, Yongle, patrocinou uma série de missões tributárias de longo curso no Oceano Índico sob o comando do almirante Zheng He (Cheng Ho).
Para estas expedições diplomáticas internacionais foi preparada uma grande frota de novos juncos a que os chineses chamavam ba chuan (navios do tesouro). O maior destes navios pode ter medido até 121 metros (400 pés) da proa à popa, com milhares de marinheiros envolvidos nas viagens. A primeira expedição partiu em 1405. Pelo menos sete expedições estão bem documentadas, cada uma maior e mais cara do que a anterior. As frotas visitaram a Arábia, África Oriental, Índia, Arquipélago Malaio e Sião (actual Tailândia), trocando mercadorias pelo caminho. Presenteavam ouro, prata, porcelana e seda, em contrapartida recebiam novidades, como avestruzes, zebras, camelos, marfim e girafas. Após a morte do imperador, Zheng He liderou uma viagem final, partindo de Nanking em 1431 e retornando em glória a Pequim, em 1433. É muito provável que esta última expedição tenha chegado a Madagáscar. As viagens foram relatadas por Ma Huan, um viajante e tradutor muçulmano que acompanhou Zheng He em três das expedições, no relato "Ying-Yai Sheng-Lam" (Relatório Geral das Costas Oceânicas) de 1433.
Estas longas viagens não tiveram seguimento, pois a dinastia Ming recolheu-se numa política de isolacionismo, limitando o comércio marítimo. As viagens terminaram abruptamente após a morte do imperador, com os chineses a perderem o interesse pelo que chamavam "as terras bárbaras": o imperador Hongxi terminou futuras expedições e o imperador Xuande eliminou muitas das informações sobre as viagens de Zheng He.

## Exploração marítima no Atlântico

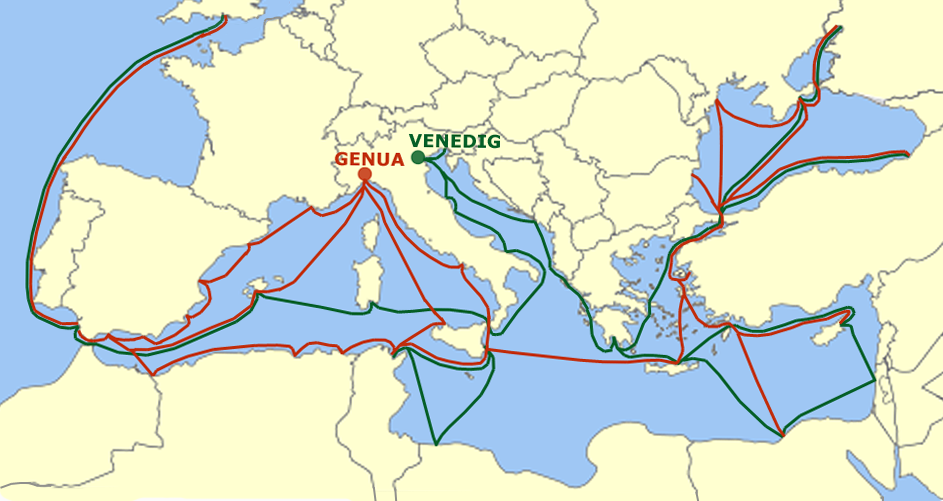
Rotas comerciais genovesas (vermelho) e venezianas (verde) no Mediterrâneo e no mar Negro

Do século VII ao século XV, a República de Veneza e vizinhas repúblicas marítimas detiveram o monopólio do comércio europeu com o Médio Oriente. O comércio de seda e de especiarias, envolvendo incensos, ervas, drogas e ópio, tornou estas cidades-Estado do Mediterrâneo fenomenalmente ricas.
As especiarias estavam entre os mais caros e procurados produtos da Idade Média: eram usadas na medicina que enfrentava guerras e epidemias constantes, em rituais religiosos, como cosméticos, na perfumaria, bem como aditivos alimentares e conservantes. Eram todas importadas da Ásia e de África: comerciantes muçulmanos descendentes de navegadores árabes iemenitas e omanis dominavam as rotas no Oceano Índico, batendo as regiões de origem no Extremo Oriente e transportando-as para empórios comerciais na Índia, como Calecute, e daí para oeste, por Ormuz no Golfo Pérsico, e Jidá no Mar Vermelho. Daí, por rotas terrestres, eram transportadas para as costas mediterrânicas. Mercadores venezianos faziam a distribuição pela Europa até a ascensão do Império Otomano, que viria a tomar Constantinopla em 1453, barrando aos europeus importantes rotas combinadas marítimas e terrestres, elevando o preço dos produtos para valores astronómicos.
Forçados a reduzir as suas actividades no mar Negro, e em guerra com Veneza, os mercadores da República de Génova, voltaram-se para o comércio norte Africano de trigo, azeite (valorizado também como fonte de energia) e na busca de prata e ouro. Os europeus tinham um défice constante de metais preciosos, pois a moeda seguia um caminho: saía da Europa para pagar o comércio oriental de que agora estavam cortados. As minas europeias estavam esgotadas, e a falta de moeda levou ao desenvolvimento de um sistema bancário complexo para gerenciar os riscos envolvidos no comércio. Navegando entre o norte de África e os portos de Bruges (Flandres) e Inglaterra, genoveses e florentinos estabeleceram então comunidades em Portugal, que beneficiou da iniciativa empresarial e experiência financeira destes rivais da República de Veneza.
Em 1297, com a Reconquista concluída, o rei de Portugal D. Dinis interessara-se pelo comércio externo, organizando a exportação para países europeus. Em 1317, fez um acordo com o navegador e mercador genovês Manuel Pessanha (Pesagno), nomeando-o primeiro almirante da frota real, com o objetivo de defender as costas do país contra ataques de pirataria (muçulmana). Na segunda metade do século XIV, surtos de peste bubónica levaram a um grave despovoamento. Só o mar oferecia alternativas, com a maioria da população fixada nas zonas costeiras de pesca e comércio. Entre 1325-1357 D. Afonso IV de Portugal ordenou as primeiras explorações marítimas, com apoio de genoveses. Em 1341, as ilhas Canárias, já conhecidas dos genoveses, foram oficialmente descobertas sob o patrocínio do rei português.

### Primeiras expedições portuguesas do Atlântico (1419-1460)

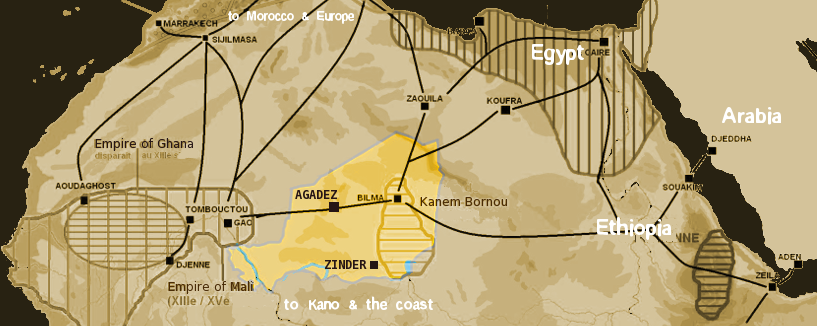
Rotas transaarianas de comércio circa 1400

Em 1415, Ceuta foi conquistada pelos portugueses visando o controlo da navegação na costa norte Africana, evento geralmente convencionado como o início da expansão portuguesa. O jovem príncipe infante D. Henrique, que participou na conquista, tomou aí conhecimento das possibilidades de lucro das rotas comerciais transaarianas. Durante séculos, rotas de escravos e do comércio de ouro ligavam a África Ocidental ao Mediterrâneo atravessando o deserto do Saara, controladas por poderes muçulmanos hostis do Norte de África. O infante D. Henrique propôs-se então saber até onde os territórios muçulmanos se estendiam, na esperança de ultrapassá-los e negociar directamente por mar, encontrar aliados nas terras cristãs que se imaginavam existir para o sul, como o lendário Preste João e sondar se seria possível chegar às Índias, origem do lucrativo comércio de especiarias. Investiu então o seu património pessoal no patrocínio de viagens exploratórias na costa da Mauritânia, reunindo um grupo de comerciantes, armadores e interessados em novas rotas marítimas.
Em 1419 e 1420, João Gonçalves Zarco e Tristão da Ilha procederam ao reconhecimento das ilhas do Porto Santo e Madeira. Os arquipélagos da Madeira e das Canárias despertaram, desde cedo, o interesse tanto dos Portugueses como dos Castelhanos; por serem vizinhos da costa africana, representavam fortes potencialidades económicas e estratégicas. Em 1427, Diogo de Silves atinge o arquipélago dos Açores.
Desde 1422, navegações sucessivas ao longo da costa africana sucederam a ultrapassar o cabo Não, o limite sul considerado intransponível por europeus e árabes. Em 1434, Gil Eanes contornou o cabo Bojador, dissipando o terror que este promontório inspirava. No ano seguinte, navegando com Afonso Gonçalves Baldaia descobriram Angra de Ruivos e este último chegou ao rio do Ouro, no Saara Ocidental. Entretanto, após a derrota portuguesa de Tânger em 1437, os portugueses adiaram o projecto de conquistar Marrocos no Norte de África. Em 1441, Nuno Tristão chegou ao cabo Branco. Juntamente com Antão Gonçalves, fizeram incursões ao rio do Ouro. A partir de então ficou generalizada a convicção de que essa área da costa africana poderia, independentemente de novos avanços, sustentar uma actividade comercial.
Em 1453, deu-se a queda de Constantinopla, tomada pelos Otomanos, num golpe para o cristianismo e para as relações comerciais estabelecidas. Em 1455 foi emitida a bula Romanus Pontifex pelo Papa Nicolau V reforçando a anterior Dum Diversas de 1452, declarando que as terras e mares descobertos além do Cabo Bojador são pertença dos reis de Portugal, autorizando o comércio, mas também as conquistas contra infiéis e pagãos, reduzindo-os à escravidão perpétua, e iniciando a política de mare clausum no Atlântico.
Em 1456, Diogo Gomes atingiu o arquipélago de Cabo Verde. Na década seguinte vários capitães no serviço do Infante D. Henrique - como o genovês António da Noli e o veneziano Alvise Cadamosto - descobrem as restantes ilhas e segue-se o povoamento ainda no século XV. O Golfo da Guiné seria atingido nos anos 1460's.

### Explorações após o Infante D. Henrique (1460-1488)

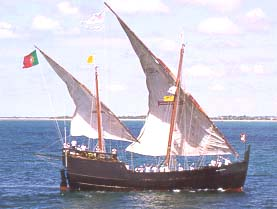
Réplica de caravela, utilizada a partir de meados do século XV na exploração oceânica

Em 1460, Pêro de Sintra atingiu a Serra Leoa. Em novembro desse ano faleceu o infante D. Henrique e, em 1469, dadas as poucas receitas da exploração, Afonso V, Rei de Portugal concedeu o monopólio do comércio no golfo da Guiné ao mercador lisboeta Fernão Gomes da Mina, contra uma renda anual de 200 000 réis. Segundo João de Barros, ficava aquele "honrado cidadão de Lisboa" com a obrigação de continuar as explorações, pois o exclusivo do comércio era garantido com "condição que em cada um destes cinco anos fosse obrigado a descobrir pela costa em diante cem léguas, de maneira que ao cabo do seu arrendamento desse quinhentas léguas descobertas"».
Este avanço, do qual não há grandes pormenores, terá começado a partir da Serra Leoa, onde já haviam chegado Pêro de Sintra e Soeiro da Costa. Com a colaboração de navegadores como João de Santarém, Pedro Escobar, Lopo Gonçalves, Fernão do Pó e Pedro de Sintra, Fernão Gomes fê-lo mesmo para além do contratado: com o seu patrocínio, os portugueses chegaram ao Cabo de Santa Catarina, já no Hemisfério Sul. João de Santarém e Pêro Escobar exploraram a costa setentrional do Golfo da Guiné, atingindo a "mina de ouro" de Sama (actualmente Sama Bay), a costa da Mina, a de Benin, a do Calabar e a do Gabão e as ilhas de São Tomé e Príncipe e de Ano Bom. Quando as expedições chegaram a Elmina na Costa do Ouro em 1471, encontraram um florescente comércio local de ouro de aluvião.
Em 1474, D. Afonso V entregou ao seu filho, o príncipe D. João, futuro D. João II, a organização das explorações por terras africanas, que assim passaram da iniciativa privada para a coroa. Este fez o reconhecimento de toda a costa até à região do padrão de Santo Agostinho. Em 1483, Diogo Cão chegou ao rio Zaire e dois anos depois, numa segunda viagem, até à serra Parda.
Em 1487, D. João II enviou Afonso de Paiva e Pêro da Covilhã por terra em busca do Preste João e de informações sobre a navegação e comércio no oceano Índico. Nesse mesmo ano, Bartolomeu Dias, comandando uma expedição com três caravelas, atingiu o cabo da Boa Esperança. Estabelecia-se assim a ligação náutica entre o Atlântico e o oceano Índico. O projecto para o caminho marítimo para a Índia foi delineado por D. João II como medida de redução dos custos nas trocas comerciais com a Ásia e tentativa de monopolizar o comércio das especiarias. A juntar à cada vez mais sólida presença marítima portuguesa, D. João almejava o domínio das rotas comerciais e expansão do reino de Portugal que já se transformava em Império. Porém, o empreendimento não seria realizado durante o seu reinado. Seria o seu sucessor, D. Manuel I que iria designar Vasco da Gama para esta expedição, embora mantendo o plano original.

## Expansão marítima ao “Novo Mundo”

### Colombo chega às "Índias Ocidentais" (1492)
A Coroa de Castela, rival de Portugal, foi um pouco mais lento a começar a explorar o Atlântico. Apenas no final do século XV, após a unificação das coroas de Castela e Aragão e uma vez concluída a reconquista, os espanhóis se mostraram empenhados na procura de novas rotas comerciais e na expansão. A coroa de Aragão fora um potentado marítimo do Mediterrâneo, controlando territórios no leste da Espanha, sudoeste da França e ilhas principais como Maiorca, Sicília e Malta, o Reino de Nápoles e a Sardenha, em domínios que se estendiam até a Grécia. Em 1492, os reis católicos conquistaram o reino mouro de Granada que vinha fornecendo mercadorias africanas através de tributo a Castela, e decidiram financiar a expedição do genovês Cristóvão Colombo - que por duas vezes, em 1485 e 1488, se apresentara ao rei D. João II de Portugal, sem sucesso - "na esperança de desviar o comércio de Portugal com África e daí com o Oceano Índico, chegando à Ásia viajando para oeste".

As quatro viagens de Cristovão Colombo 1492-1503

Navegando para a coroa espanhola, Cristóvão Colombo partiu de Palos de la Frontera em 3 de agosto de 1492, com três pequenas embarcações: a nau Santa Maria e as caravelas Niña e Pinta. A 12 de outubro de 1492, Cristóvão Colombo chegou ao que chamou as "Índias ocidentais", um ilhéu das Bahamas a que deu o nome de São Salvador. Continuando a navegar acostou em Cuba (segundo os próprios cubanos o nome é derivado da palavra Taíno, "cubanacán", significando "um lugar central") e chegou ao Haiti a que deu o nome de Hispaniola. Supondo de ter chegado à Índia deixou uma pequena colônia e regressou à Europa. Na segunda viagem em 1493, avistou as Antilhas e abordou a Martinica. Rumou depois para o norte e alcançou Porto Rico. Foi a Hispaniola, onde a pequena colônia tinha sido arrasada pelos indígenas. Tendo ali deixado outro contingente de homens, navegou para o ocidente e chegou à Jamaica. Nessa viagem fundou Isabela, atual Santo Domingo, na República Dominicana, a primeira povoação europeia no continente americano.

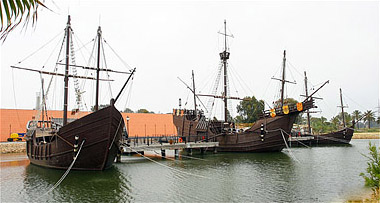
Réplicas das caravelas Niña, Pinta e da nau Santa María (centro) em Palos de la Frontera, Espanha

Os espanhóis ficaram inicialmente decepcionados com as suas descobertas - ao contrário de África ou da Ásia, as ilhas do Caribe pouco comércio permitiam. As ilhas tornaram-se assim o foco de esforços de colonização. Só mais tarde, quando o interior do continente foi explorado, é que que a Espanha encontraria a riqueza que tinha procurado na forma de prata e ouro abundante.
Nas Américas, os espanhóis encontraram uma série de impérios tão grandes e populosos como os da Europa. No entanto, pequenos corpos dos conquistadores espanhóis com grandes exércitos de ameríndios, conseguiu vencer estes estados. Os mais notáveis dos estados conquistados foram o império asteca no México (conquistado em 1521) e o império inca no Peru (conquistado em 1532). Durante este tempo, as pandemias de doenças como a varíola europeia devastaram as populações indígenas. Uma vez a soberania espanhola estabelecida, a exploração centrou-se na extração e exportação de ouro e prata.

### O Tratado de Tordesilhas (1494)

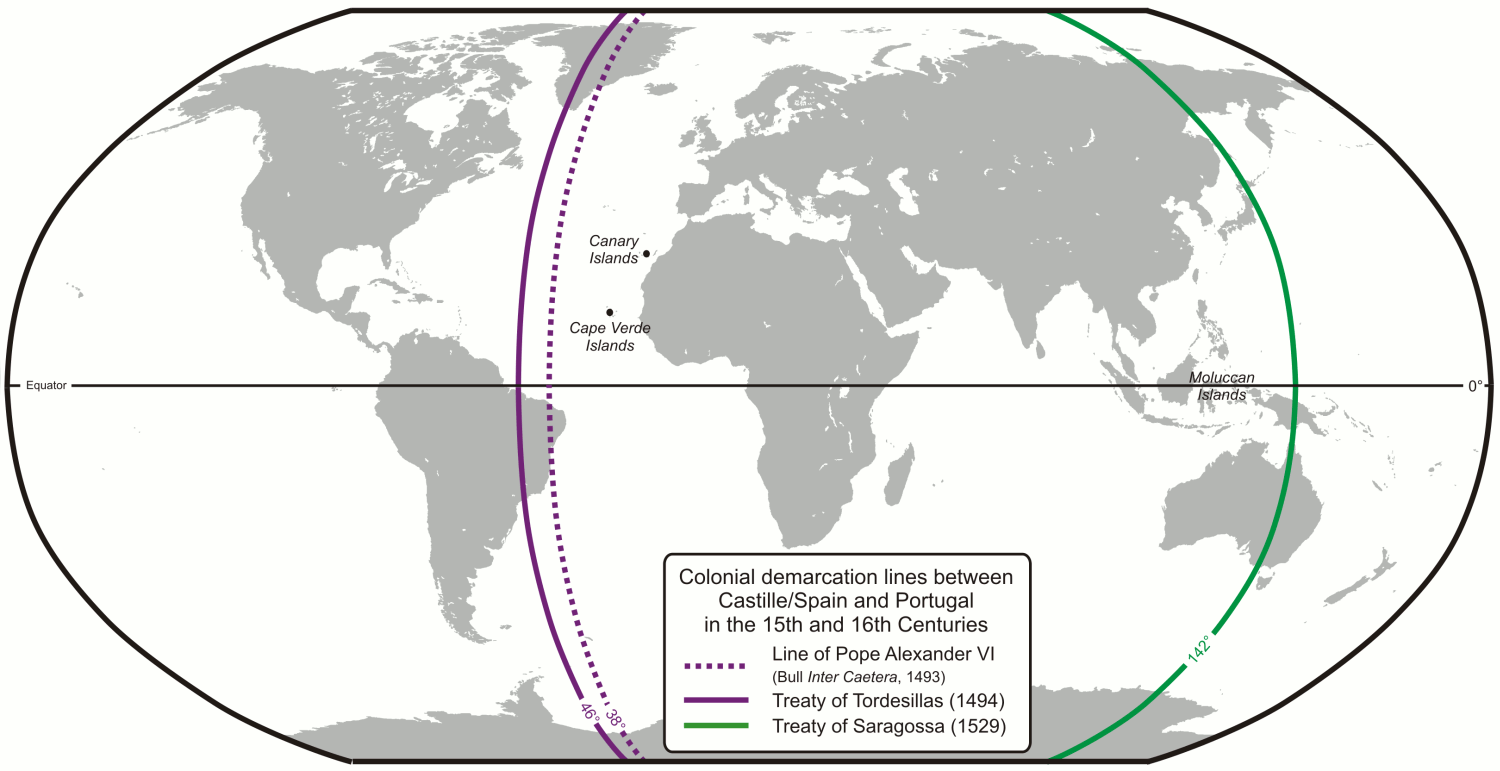
Meridiano de Tordesilhas (rosa) de 1494 e o seu antimeridiano (verde) estabelecido pelo Tratado de Saragoça em 1529

Depois da chegada de Colombo às "Índias Ocidentais", uma divisão da zona de influência tornou-se necessária para evitar futuros conflitos entre espanhóis e portugueses. Isto foi resolvido em 1494, com a assinatura sob égide papal do Tratado de Tordesilhas que "dividia" o mundo entre as duas potências da época, Portugal e Espanha.
Imediatamente após o regresso de Colombo, em 1493, os reis católicos tinham obtido do papa Alexandre VI a bula pontifícia Inter caetera afirmando que todas as terras a oeste e sul de um meridiano 100 léguas a oeste dos Açores ou das ilhas de Cabo Verde deveriam pertencer à Espanha e, mais tarde, incluindo todos territórios da Índia. Não mencionava Portugal, que não podia reivindicar terras recém-descobertas nem sequer a leste desta linha. O rei D. João II de Portugal não ficou satisfeito com o acordo, sentindo que este lhe dava pouca margem - impedindo-o de chegar à Índia, seu objectivo principal. Negociou então directamente com o rei Fernando de Aragão e a rainha Isabel de Castela para mover esta linha para oeste, permitindo-lhe reivindicar todas as terras recém-descobertas a leste do mesmo.
No Tratado de Tordesilhas, de 1494, os portugueses "recebiam" todos os territórios fora da Europa a leste de um meridiano que corria 270 léguas a oeste das ilhas de Cabo Verde, o que dava o controlo sobre a África, Ásia e leste da América do Sul (Brasil). Aos espanhóis foram atribuídos todos os territórios a oeste dessa linha, ainda quase totalmente desconhecidos, e que se revelaram ser principalmente a parte ocidental do continente americano e as ilhas do oceano Pacífico.

### O Novo Mundo (1497-1507)

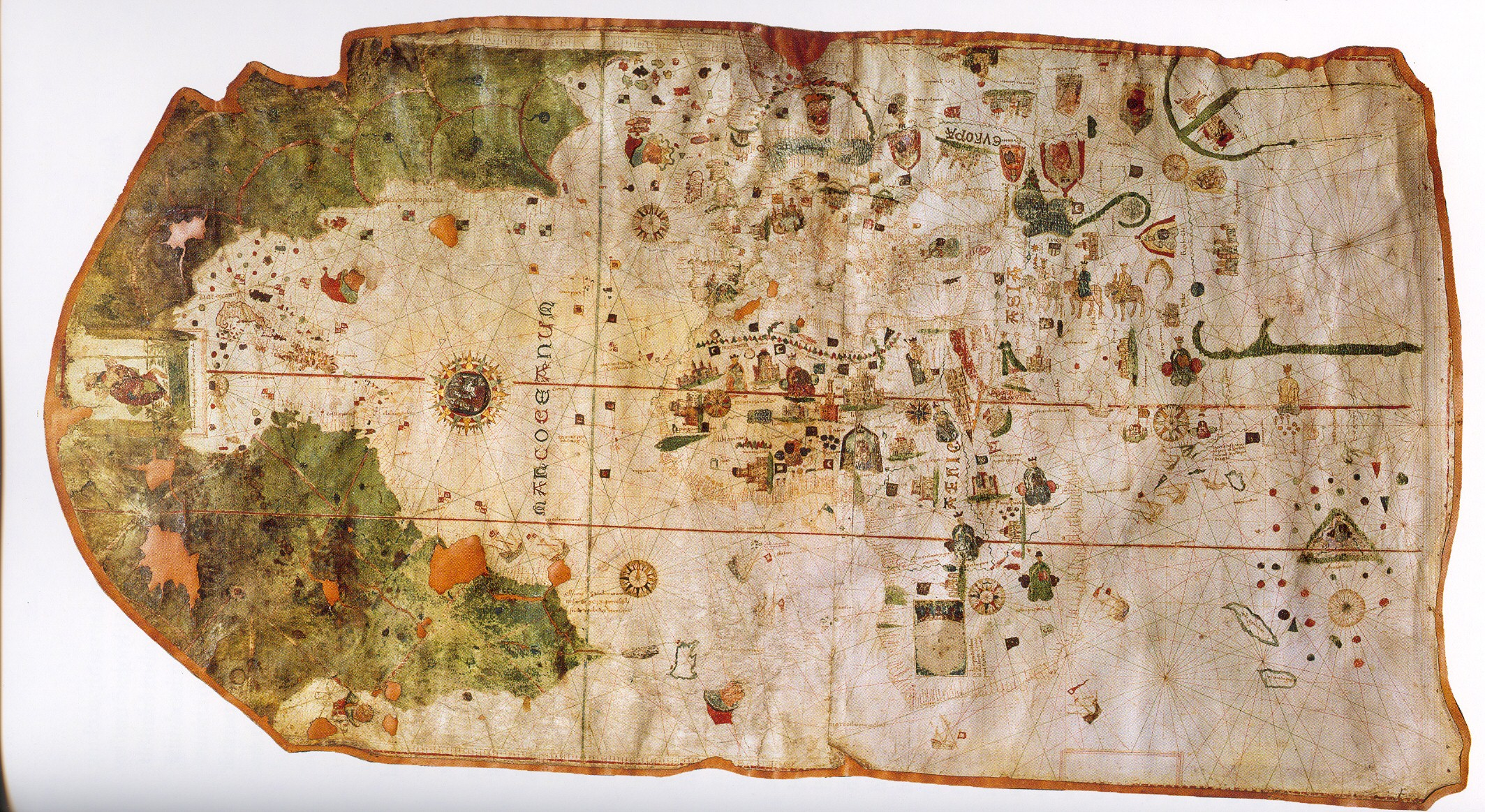
O Mapa de Juan de la Cosa, de 1500, é a mais antiga representação inequívoca das Américas

Só uma pequena parte da área dividida pelo Tratado de Tordesilhas havia sido vista pelos europeus, sendo dividida apenas no papel. Imediatamente após a primeira viagem de Colombo vários exploradores navegaram na mesma direção. Em 1497, Giovanni Caboto, também um italiano, obteve uma carta-patente do rei Henrique VII de Inglaterra. Partindo de Bristol, provavelmente apoiado pela associação local "Society of Merchant Venturers", Caboto cruzou o Atlântico mais a norte, esperando que a viagem fosse mais curta e aportou algures na América do Norte, possivelmente na Terra Nova.
Em 1499, João Fernandes Lavrador foi licenciado pelo rei de Portugal e, juntamente com Pêro de Barcelos, pela primeira vez avistou o Labrador, que lhe foi concedido e nomeado em sua homenagem. Após regressar possivelmente foi para Bristol, navegando em nome da Inglaterra. Praticamente ao mesmo tempo, entre 1499-1502, os irmãos Gaspar e Miguel Corte Real exploraram e nomearam as costas da Gronelândia e da Terra Nova. Ambas as explorações foram assinaladas no planisfério de Cantino de 1502.

#### O descobrimento da América
No ano de 1497, cumprindo o projecto do seu antecessor de encontrar uma rota para as Índias, o recém-coroado rei D. Manuel I de Portugal enviou uma frota exploratória para este. Em 1499 espalhou-se a notícia de que os portugueses tinham chegado às "verdadeiras Índias", como constava numa carta imediatamente enviada pelo rei Português aos Reis Católicos um dia após a chegada da celebrada frota.
Ao mesmo tempo em que Colombo embarcava em duas novas viagens para explorar a América Central, uma segunda grande armada Portuguesa foi enviada para a Índia. A frota de treze navios e cerca de 1500 homens partiu de Lisboa em 9 de março de 1500. Comandada por Pedro Álvares Cabral, contava com uma tripulação experiente, incluindo os peritos Bartolomeu Dias, Nicolau Coelho e o escrivão Pêro Vaz de Caminha. Para evitar a calmaria ao largo da costa do Golfo da Guiné, navegaram na direcção sudoeste, numa grande "volta do mar".  Alguns historiadores defendem que os portugueses já sabiam da existência do bojo formado pela América do Sul ao realizar a chamada manobra de "volta do mar"; por isso, a insistência do rei D. João II em mover para oeste a linha de Tordesilhas, afirmando que o desembarque no Brasil pode não ter sido acidental. Em 21 de abril, avistaram uma montanha que nomearam "monte Pascoal". Em 22 de abril, desembarcaram na costa, e, no dia 25 de abril, toda a frota velejou para um porto que chamaram "Porto Seguro". Tendo percebido que a nova terra estava a leste da linha de Tordesilhas, Cabral logo enviou um emissário a Portugal com a importante notícia, acreditando que as terras recém-descobertas eram uma ilha, que denominou "Ilha de Vera Cruz". O nome “Brasil”, que passaria a ser utilizado  durante o período colonial (1530 – 1815), deriva da palavra “pau-brasil”, madeira frequentemente encontrada no litoral amazônico.
Segundo uma outra versão, a mais antiga viagem de europeus ao território brasileiro teria ocorrido em 26 de janeiro de 1500, quando o navegador espanhol Vicente Yáñez Pinzón atingiu o Cabo de Santo Agostinho, litoral sul de Pernambuco.

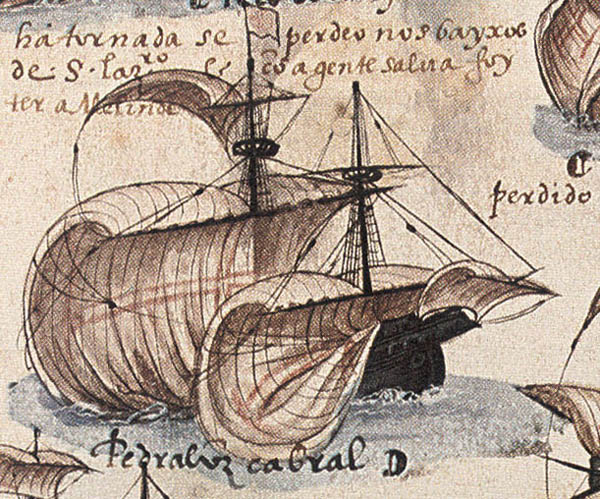
Nau de Pedro Álvares Cabral no Livro das Armadas (Biblioteca da Academia das Ciências de Lisboa)

A convite do rei D. Manuel I de Portugal, Américo Vespúcio - um florentino que trabalhara para uma dependência do banco Medici em Sevilha desde 1491 equipando as frotas oceânicas, e que por duas vezes viajara às Guianas com Juan de la Cosa ao serviço da Espanha - participou como observador nas primeiras viagens exploratórias à América do Sul entre 1499 e 1502, expedições que se tornaram amplamente conhecidas na Europa depois de dois relatos que lhe são atribuídos, publicados entre 1502 e 1504.
Depressa se percebeu que Colombo não tinha chegado à Ásia, mas sim ao que era visto pelos europeus como um Novo Mundo: as Américas. A América foi assim nomeada pela primeira vez em 1507 pelos cartógrafos Martin Waldseemüller e Matthias Ringmann, provavelmente inspirada em Américo Vespúcio, o primeiro Europeu a sugerir que as terras recém-descobertas não eram Índia, mas um "Novo Mundo" ou "Mundus Novus", o título em latim do documento baseado nas cartas de Vespúcio a Lorenzo di Pierfrancesco de Médici, que então se havia se tornado muito popular na Europa.

## Exploração no Oceano Índico

### O caminho marítimo para a Índia e as expedições portuguesas no Índico (1498-1517)

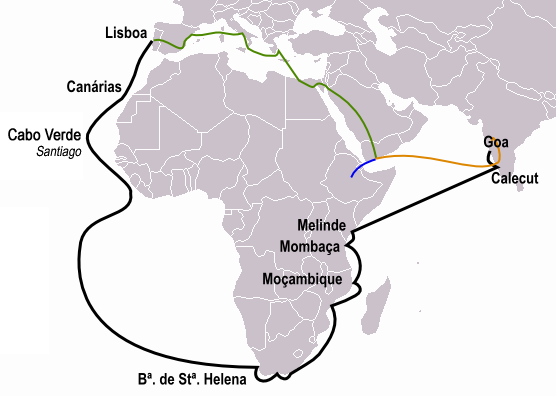
Caminho percorrido pela expedição de Vasco da Gama (a preto), por Pêro da Covilhã (a laranja) e de Afonso de Paiva (a azul) depois da longa viagem juntos (a verde)

Protegida da concorrência directa espanhola pelo Tratado de Tordesilhas, a exploração portuguesa continuou a ritmo acelerado. Por duas vezes, em 1485 e em 1488, Portugal rejeitara oficialmente a proposta de Cristovão Colombo de chegar à Índia navegando para oeste. Os peritos do rei eram da opinião que a estimativa de Colombo de uma viagem de 2 400 milhas (3 860 km) estava subavaliada. Além disso pouco depois, Bartolomeu Dias regressara a Portugal a seguir a dobrar com sucesso a ponta sul da África, mostrando que o oceano Índico era acessível pelo Atlântico e, portanto, sabiam que navegando para oeste para chegar às Índias exigiria uma viagem muito mais longa.
Após o contornar do Cabo da Boa Esperança por Bartolomeu Dias em 1487, e Pêro da Covilhã ter atingido a Etiópia por terra, mostrando que a riqueza do oceano Índico era acessível a partir do Atlântico, Vasco da Gama partiu rumo à descoberta do caminho marítimo para a Índia, e chegou em Calecute em 20 de maio de 1498, retornando em glória para Portugal no ano seguinte. Em 1500, na segunda expedição enviada para a Índia, Pedro Álvares Cabral avistou o litoral brasileiro. Dez anos depois, Afonso de Albuquerque conquistou Goa, na Índia e pouco depois, em 1511, Malaca, na Malásia. Simultaneamente investiu esforços diplomáticos com os mercadores do sudeste asiático, como os chineses, na esperança de que estes fizessem eco das boas relações com os portugueses. Conhecendo as ambições siamesas sobre Malaca, imediatamente enviou Duarte Fernandes em missão diplomática ao Reino do Sião (actual Tailândia), onde foi o primeiro europeu a chegar viajando num junco chinês que retornava à China, estabelecendo relações amigáveis entre os reinos de Portugal e do Sião.

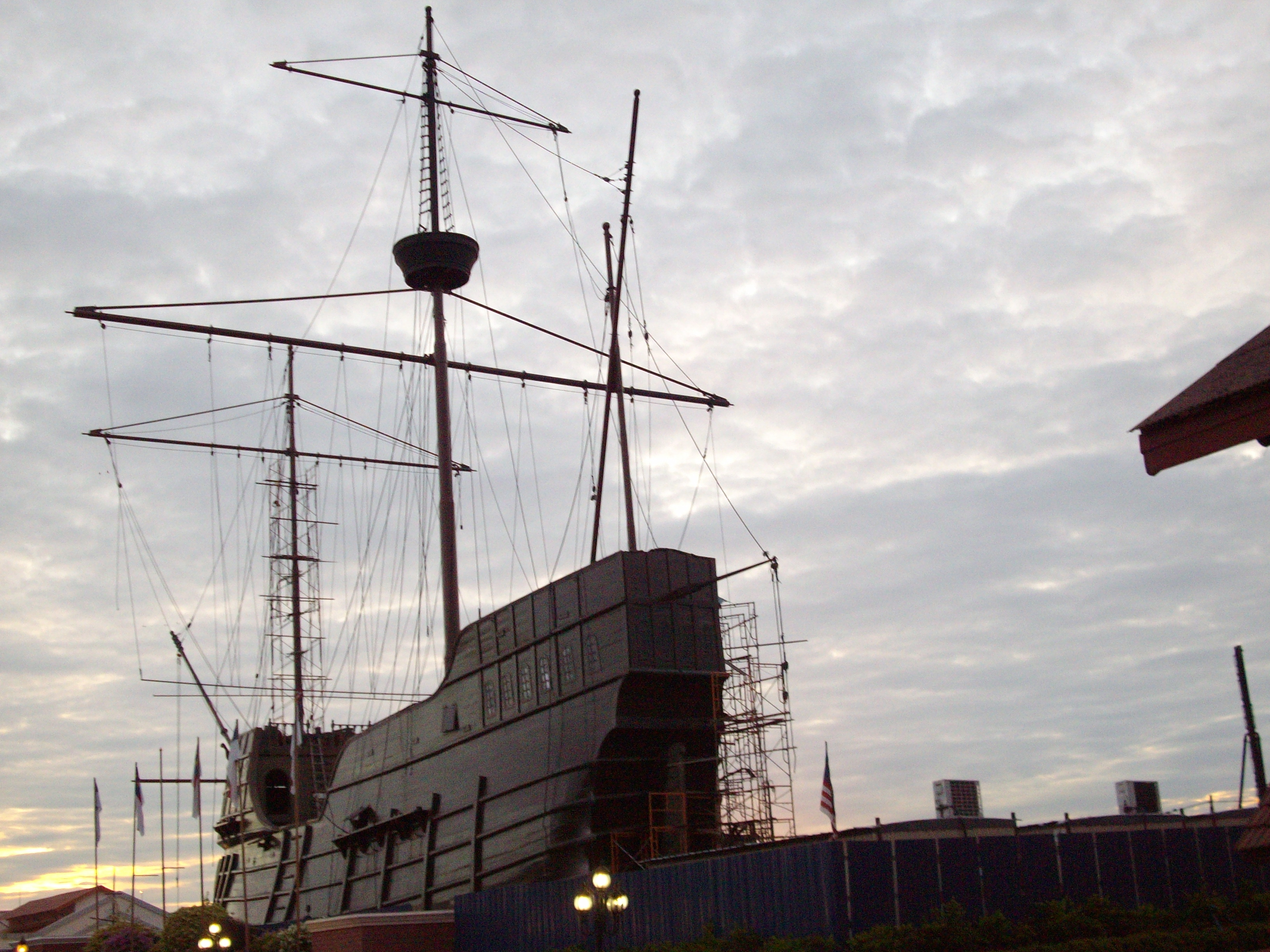
Réplica do navio "Frol de la mar", sede do Museu Marítimo de Malaca, em 2007

Ainda em novembro daquele ano, ao tomar conhecimento da localização secreta das chamadas "ilhas das especiarias", ordenou a partida dos primeiros navios portugueses para o sudeste asiático, comandado pelo seu homens de confiança António de Abreu e por Francisco Serrão, guiados por pilotos malaios. Estes são os primeiros europeus a chegar às ilhas Banda nas ilhas Molucas. A nau de Serrão encalhou próximo a Ceram e o sultão de Ternate, Abu Lais, entrevendo uma oportunidade de aliar-se com uma poderosa nação estrangeira, trouxe os tripulantes para Ternate em 1512. A partir de então os portugueses foram autorizados a erguer uma fortificação-feitoria na ilha, na passagem para o oceano Pacífico: o Forte de São João Baptista de Ternate.
Em maio de 1513, navegando de Malaca (actual Malásia), Jorge Álvares foi o primeiro europeu a atingir o Sul da China. Embora tenha desembarcando na Ilha de Lintin no delta do rio das Pérolas, foi Rafael Perestrelo - um primo da esposa de Cristóvão Colombo - o primeiro explorador europeu a desembarcar na costa continental chinesa em 1516 e negociar em Cantão (Guangzhou) em 1516, comandando um navio português, com uma tripulação de malaios que havia navegado de Malaca. Fernão Pires de Andrade visitou Cantão em 1517 e abriu o comércio com a China. A esta visita seguiu-se o estabelecimento de algumas feitorias portuguesas na província de Cantão, onde se viria a estabelecer o entreposto de Macau em 1557. De acordo com os registos disponíveis, foi o primeiro europeu a alcançar e visitar o território que actualmente é Hong Kong.

## Exploração no Oceano Pacífico

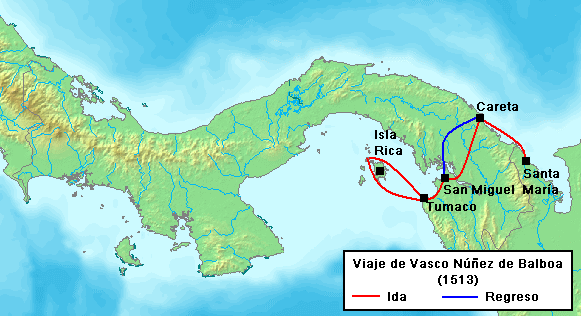
Viagem de Vasco Núñez de Balboa em 1513

Em 1513, a cerca de 40 quilómetros a sul de Acandí, na actual Colômbia, o espanhol Vasco Núñez de Balboa ouviu dos caciques a notícia inesperada de que existiria um "outro" mar rico em ouro, que recebeu com grande interesse. Com poucos recursos e utilizando a informação dos caciques, atravessou o istmo do Panamá com 190 espanhóis, alguns guias nativos e uma matilha de cães. Usando um bergantim e dez pequenas canoas nativas, navegou ao longo da costa até aportar. A 6 de Setembro a expedição foi reforçada com 1 000 homens, travou diversas batalhas, entrou numa densa selva e subiu a serra ao longo do rio Chucunaque de onde esse "outro" mar podia ser visto. Balboa avançou e, na manhã de 25 de setembro, avistou no horizonte um mar desconhecido, tornando-se o primeiro europeu a ter visto ou alcançado o oceano Pacífico a partir do Novo Mundo. A expedição desceu em direção à praia para uma curta viagem de reconhecimento. Depois de viajar mais de 110 km, Balboa chamou a baía onde chegaram de baía de San Miguel. Nomeou o novo mar "Mar do Sul", pois havia viajado para sul para alcançá-lo. O principal objectivo da expedição fora a busca de ouro e riquezas. Com este fim, cruzou as terras dos caciques até às ilhas, nomeando a maior ilha Rica (hoje conhecida como Ilha do Rei) e o arquipélago ilhas Pérola, nome que conserva até hoje. Em 1515-1516, Juan Díaz de Solís navegou até ao Río de la Plata, que nomeou, morrendo na tentativa de encontrar uma passagem na América do Sul para o "mar do Sul" ao serviço de Espanha.
Ao mesmo tempo, no Sudeste Asiático, os portugueses faziam o primeiro relato europeu sobre o Pacífico ocidental, tendo identificado a ilha de Luzon a leste de Bornéu, actuais Filipinas, a cujos habitantes chamaram "luções".

### Primeira circum-navegação por Fernão de Magalhães (1519-1522)

Mapa da viagem de Fernão de Magalhães à volta do mundo (1519-1522)

A partir de 1516, vários portugueses descontentes com a coroa portuguesa reuniram-se Sevilha, ao serviço do recém coroado Carlos I de Espanha. Entre eles estavam os navegadores Diogo e Duarte Barbosa, Estevão Gomes, João Serrão, Fernão de Magalhães, os cartógrafos Jorge Reinel e Diogo Ribeiro, os cosmógrafos Francisco e Rui Faleiro e o mercador flamengo Cristóvão de Haro.
Fernão de Magalhães, que navegara na Índia ao serviço de D. Manuel I até 1512, quando da chegada às Molucas, e mantinha contacto com Francisco Serrão aí residente, desenvolveu a teoria de que as ilhas estariam na zona de influência espanhola de Tordesilhas e que havia uma passagem no Atlântico Sul, sustentado em estudos dos irmãos Faleiro. Ciente dos esforços da coroa espanhola para encontrar uma rota para a Índia navegando para oeste, apresentou o projecto de aí chegar.
A coroa espanhola e Cristovão de Haro financiaram a expedição de Fernão de Magalhães. A 10 de agosto de 1519 partiu de Sevilha a frota de cinco navios - a caravela Trinidad como navio-almirante sob o comando de Magalhães, e as naus San Antonio, Concepción, Santiago e Victoria com uma tripulação de cerca de 237 homens de várias nações, com objetivo era chegar às ilhas Molucas por ocidente, tentando recuperá-las para a esfera económica e política da Espanha. A frota navegou para sul, evitando o território Português no Brasil, tornando-se a primeira a chegar à Tierra del Fuego, no extremo das Américas.

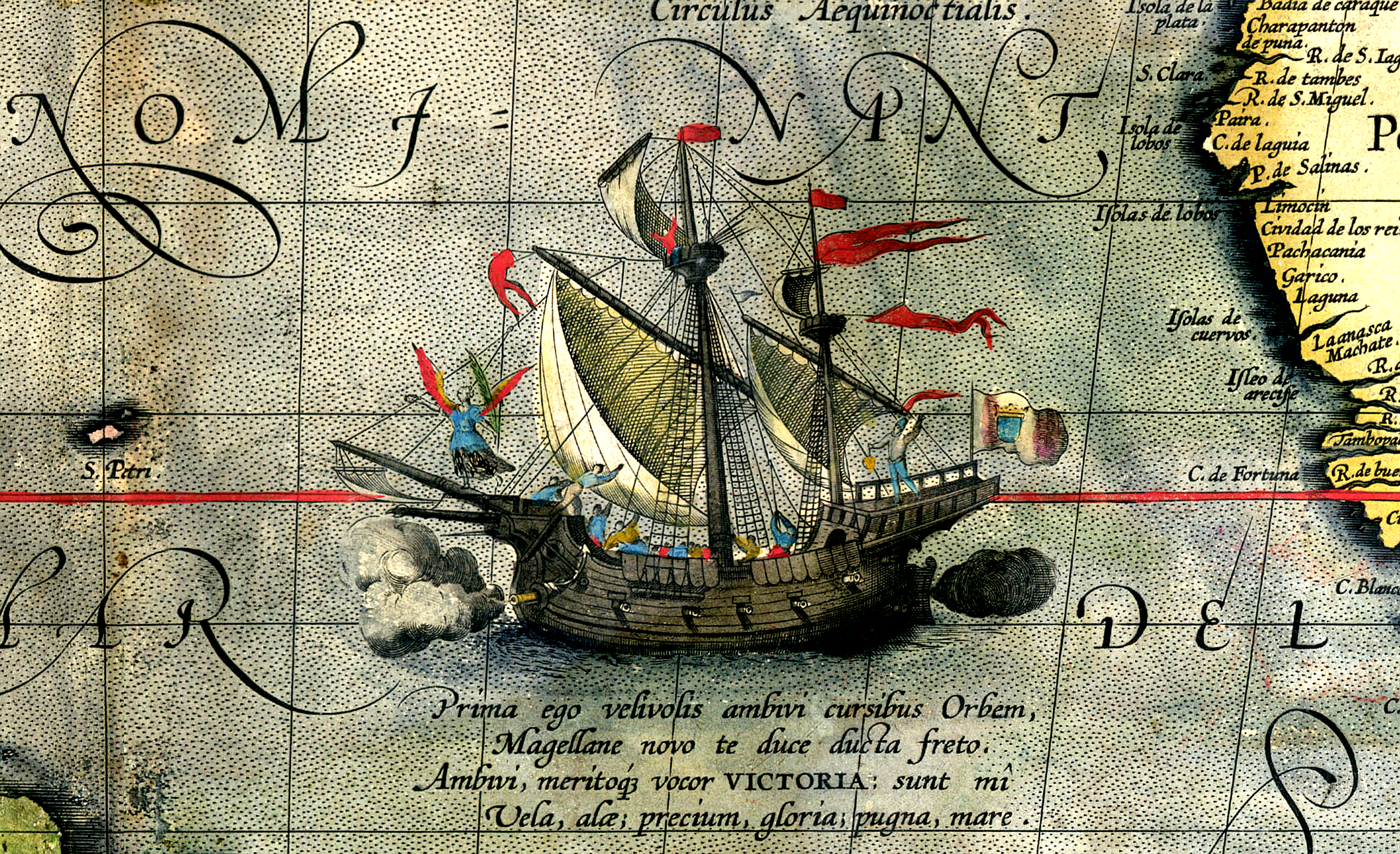
Victoria, o único navio da frota de Magalhães a ter completado a circum-navegação. Detalhe do mapa "Maris Pacifici", o primeiro dedicado ao Pacífico, Ortelius, 1589)

Em 21 de Outubro, a partir do cabo Virgenes, começou uma árdua viagem de 600 km através do estreito nomeado então de todos os Santos, actual estreito de Magalhães. Em 28 de Novembro três navios entraram no oceano Pacífico - então chamado "mar Pacífico", devido à sua aparente quietude. A expedição conseguiu atravessar o Pacífico. Magalhães morreu em batalha em Mactan, próximo de Cebu, nas Filipinas, deixando ao espanhol Juan Sebastián Elcano a tarefa de completar a viagem, chegando às Ilhas das Especiarias em 1521. Em 6 de setembro de 1522 a Victoria regressou a Espanha com apenas dezoito membros da tripulação inicial, completando assim a primeira circum-navegação do mundo. Dos homens que partiram nos cinco navios, apenas 18 completaram a circum-navegação e conseguiram voltar para a Espanha em 1522 com Elcano. Dezessete outros regressaram mais tarde: doze, capturados pelos portugueses em Cabo Verde, entre 1525-1527, e cinco sobreviventes da Trinidad. Antonio Pigafetta, um académico veneziano que insistira embarcar e se tornou um fiel assistente de Magalhães, escreveu um diário detalhado que se tornou a principal fonte do que hoje se sabe sobre esta viagem.
Esta viagem à volta do mundo deu à Espanha o conhecimento valioso do mundo e seus oceanos, que mais tarde ajudou na exploração e colonização das Filipinas. Embora esta não fosse uma alternativa viável para concorrer com a rota do Cabo portuguesa em torno da África (o estreito de Magalhães era muito distante para sul, e o oceano Pacífico demasiado vasto para abranger numa única viagem a partir de Espanha) sucessivas expedições espanholas usaram esta informação para viajar da costa mexicana através de Guam para Manila.

### As navegações portuguesas para leste e espanholas para oeste cruzam-se (1525-1529)

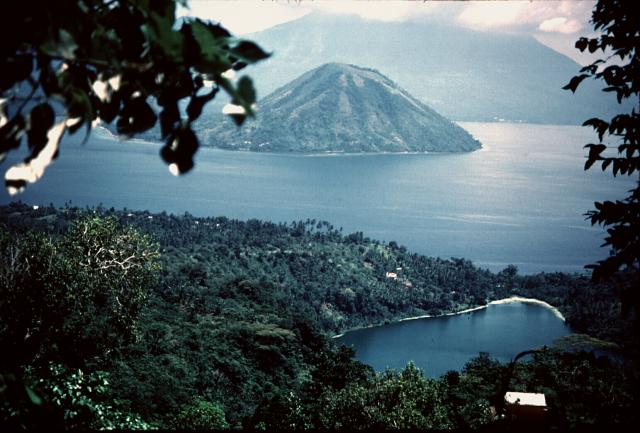
Vista de Ternate para Tidore, as ilhas Molucas onde as explorações portuguesas para oriente e espanholas para ocidente acabaram por se cruzar em 1525

Três anos após o regresso da expedição de Magalhães, em 1525, o rei Carlos I de Espanha enviou nova expedição navegando para oeste liderada por García Jofre de Loaísa para ocupar e colonizar as ilhas Molucas, alegando que estas estavam na sua zona do Tratado de Tordesilhas. A frota de sete navios e 450 tripulantes incluía os mais notáveis navegadores espanhóis: Jofre de Loaísa, Juan Sebastián Elcano (que perderiam a vida nesta expedição) e o jovem Andrés de Urdaneta. Frente ao estreito de Magalhães um dos navios foi empurrado para sul por um vendaval e chegou a 56 ° S, onde pensaram ver "o fim da terra": cruzaram assim pela primeira vez o cabo Horn. A expedição de atingiu com dificuldade as Molucas, ancorando em Tidore. Logo estalou o conflito com os portugueses estabelecidos na vizinha ilha de Ternate desde 1512, iniciando quase uma década de escaramuças.
Como não havia um limite a leste estabelecido pelo Tratado de Tordesilhas ambos os reinos acordaram reunir-se para resolver o problema. De 1524 a 1529 peritos portugueses e espanhóis encontraram-se na junta de Badajoz-Elvas tentando determinar o local exato do antimeridiano de Tordesilhas, que dividiria o mundo em dois hemisférios iguais. Cada coroa nomeou três astrónomos ou cartógrafos, três pilotos e três matemáticos. Lopo Homem participou do lado português e o cartógrafo Diogo Ribeiro na delegação espanhola. O conselho reuniu-se várias vezes, sem chegar a um acordo: o conhecimento na época era insuficiente para o cálculo exacto da longitude, e cada grupo atribuía as ilhas ao seu soberano. A "questão das Molucas" foi resolvida apenas em 1529, após longa negociação, com a assinatura do Tratado de Saragoça, que atribuía as ilhas Molucas a Portugal e as Filipinas a Espanha.
Entre 1525 e 1528 Portugal enviara várias expedições para reconhecer o território em redor das Molucas. Gomes de Sequeira e Diogo da Rocha foram enviados pelo governador de Ternate, Jorge de Meneses, para norte sendo então os primeiros europeus a chegar às Ilhas Carolinas, que nomearam " Ilhas de Sequeira ". Em 1526, Jorge de Meneses ancorara na ilha Waigeo, na Papua-Nova Guiné. Nestas explorações que se baseia a teoria da descoberta da Austrália pelos portugueses, defendida particularmente pelo historiador australiano Kenneth McIntyre. Esta teoria afirma que terá sido descoberta por Cristóvão de Mendonça e Gomes de Sequeira, embora não seja universalmente aceito, existindo diversas teorias concorrentes sobre a descoberta da Austrália.
Em 1527, Hernán Cortés equipou uma frota de três navios para encontrar novas terras para a coroa espanhola no "Mar do Sul" (oceano Pacífico) atribuindo o comando a seu primo Álvaro de Saavedra. Em outubro Saavedra partiu de Nova Espanha, atravessando o Pacífico e o norte da Nova Guiné.  Uma das embarcações chegou às Molucas, mas falhou a sua tentativa de regressar a Nova Espanha um ano depois, empurrado de volta pelos ventos alísios. Tentou então o regresso velejando para sul mas retornou à Nova Guiné. Apontou então a nordeste, onde avistou as ilhas Marshall e as ilhas do Almirantado mas foi surpreendido pelos ventos, que o devolveram uma terceira vez às Molucas: a rota espanhola de retorno no Pacífico, do arquipélago malaio para Acapulco, permaneceu mais de trinta anos por encontrar.

## Exploração interior das Américas: osconquistadoresespanhóis
Enquanto os portugueses obtinham enormes ganhos no oceano Índico, os espanhóis investiram em explorar o interior da América em busca de ouro e recursos valiosos. Os membros destas expedições, os "conquistadores", provinham de uma variedade de origens incluindo artesãos, comerciantes, clero, pequena nobreza e escravos liberados. Geralmente forneciam o seu próprio equipamento em troca de uma participação nos lucros, não tendo ligação directa com o exército real, nem sequer formação ou experiência profissional militar.
Rumores de ilhas desconhecidas a noroeste de Hispaniola haviam chegado a Espanha em 1511. O rei Fernando II de Aragão estava interessado em prosseguir as explorações e, em 1512, como recompensa a Ponce de León por explorar Porto Rico desafiou-o a procurar estas novas terras: tornar-se-ia governador das terras descobertas, mas teria de financiar toda a exploração. Com três navios e cerca de 200 homens, Léon partiu de Porto Rico em março de 1513. Em abril avistaram terra nomeando-a La Florida acreditando ser uma ilha, pela paisagem verdejante e porque era Páscoa (dita em Espanha a Florida), tornando-se creditado como o primeiro europeu a desembarcar no continente nas costas Norte Americanas. O local de chegada é disputado entre Saint Augustine, Ponce de León Inlet e Melbourne Beach. Navegaram para o sul e a 8 de abril encontraram uma corrente tão forte que os fez recuar: foi o primeiro encontro com a corrente do Golfo, que viria a tornar-se a principal rota para os navios que deixavam as "Índias" espanholas com destino à Europa. Exploraram ao longo da costa atingindo Biscayne Bay, Dry Tortugas e numa tentativa de circundar Cuba para retornar, atingiram a Grand Bahama.

### Cortés: exploração do México e conquista do Império Asteca (1519-1521)

Rota de Hernán Cortés no interior, 1519-1521

Em 1517, o governador de Cuba Diego Velázquez de Cuéllar ordenou a uma frota para explorar a Península do Iucatão. Atingiram a costa onde Maias os convidaram a aportar, mas foram atacados durante a noite e apenas um resquício da tripulação voltou. Velázquez enviou então outra expedição liderada por seu sobrinho Juan de Grijalva, que navegou ao longo da costa para sul até Tabasco, território asteca. Em 1518 Velázquez atribuiu ao prefeito da capital de Cuba, Hernán Cortés, o comando de uma expedição para segurar o interior do México mas, devido a uma antiga disputa entre ambos, revogou o alvará.
Em fevereiro de 1519, Cortés avançou ainda assim, num acto de rebelião aberta. Com cerca de 11 navios, 500 homens, 13 cavalos e um pequeno número de canhões que chegou à península de Iucatão, em território maia, [66] reivindicando-o para a coroa espanhola. De Trinidad avançou para Tabasco e venceu uma batalha contra os nativos. Entre os vencidos estava La Malinche, sua futura amante, que conhecia as línguas náuatle (asteca) e maia, tornando-se uma valiosa intérprete e conselheira. Através dela, Cortés soube do rico Império Asteca.
Em Julho os seus homens tomaram Veracruz e Cortés colocou-se sob as ordens directas do novo rei Carlos I de Espanha. Aí Cortés pediu uma audiência com o imperador asteca Montezuma II, que foi repetidamente recusada. Seguiram então para Tenochtitlán e no caminho estabeleceram alianças com diversas tribos. Em outubro, acompanhados por cerca de 3 000 Tlaxcaltecas marcharam para Cholula, a segunda maior cidade da região central do México. Para instilar o medo nos astecas que os aguardavam ou (como Cortés afirmaria mais tarde) por preterem dar um exemplo, ao temer a traição nativa, massacraram milhares de membros desarmados da nobreza reunidos na praça central e parcialmente queimaram a cidade.

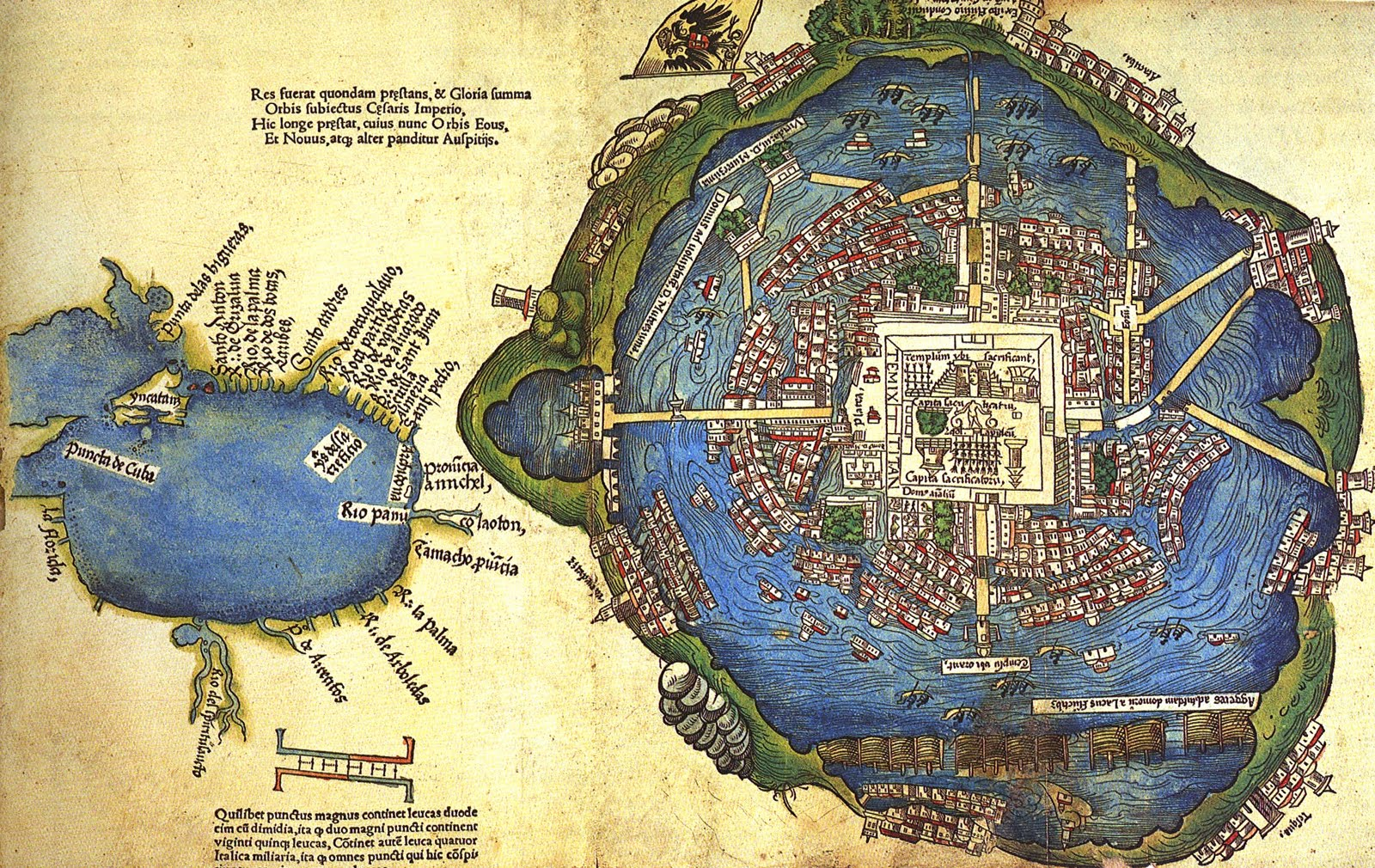
Mapa da cidade-ilha Tenochtitlán e do golfo do México feito por um membro da expedição de Cortés, 1524, Newberry Library, Chicago

Chegando a Tenochtitlan com um grande exército, a 8 de novembro foram pacificamente recebidos por Montezuma, que deliberadamente deixou Cortés entrar no coração do império asteca, na esperança de conhecê-los melhor para esmagá-lo mais tarde. O imperador presenteou-os prodigamente com ouro, que os seduziu a saquear grande quantidade. Nas suas cartas a Carlos I, Cortés afirmou ter sabido que era considerado pelos astecas um emissário da divindade Quetzalcóatl (serpente emplumada) ou a própria divindade- uma opinião contestada por alguns historiadores modernos. Mas logo soube que os seus homens na costa tinham sido atacados, e decidiu tornar Moctezuma refém no seu palácio, solicitando-lhe a jurar fidelidade a Carlos I.
O governador Velasquez enviara outra expedição, conduzida por Pánfilo de Narváez, para se opor a Cortés, chegando ao México em abril de 1520 com 1 100 homens. Cortés deixou Tenochtitlán com 200 homens e seguiu para enfrentar Narvaez, que venceu, convencendo seus homens a acompanhá-lo. Em Tenochtitlán um dos tenentes de Cortés cometeu um massacre no templo principal, desencadeando a revolta. Cortés voltou rapidamente e propôs um armistício, procurando o apoio de Moctezuma, mas o imperador asteca foi apedrejado até à morte pelos seus próprios súbditos. Cortés fugiu durante a chamada Noite Triste, escapando por um triz enquanto a retaguarda era massacrada. Grande parte do saque perdeu-se durante essa fuga em pânico. Depois de uma batalha em Otumba chegaram a Tlaxcala, tendo perdido 870 homens. Prevalendo com o apoio de aliados e reforços de Cuba, Cortés sitiou Tenochtitlán e capturou seu governante Cuauhtémoc em 1521. À medida que o Império Asteca terminava reivindicou a cidade para a Espanha, renomeando-a Cidade do México.

### Pizarro: exploração do Peru e da conquista do Império Inca (1524-1532)

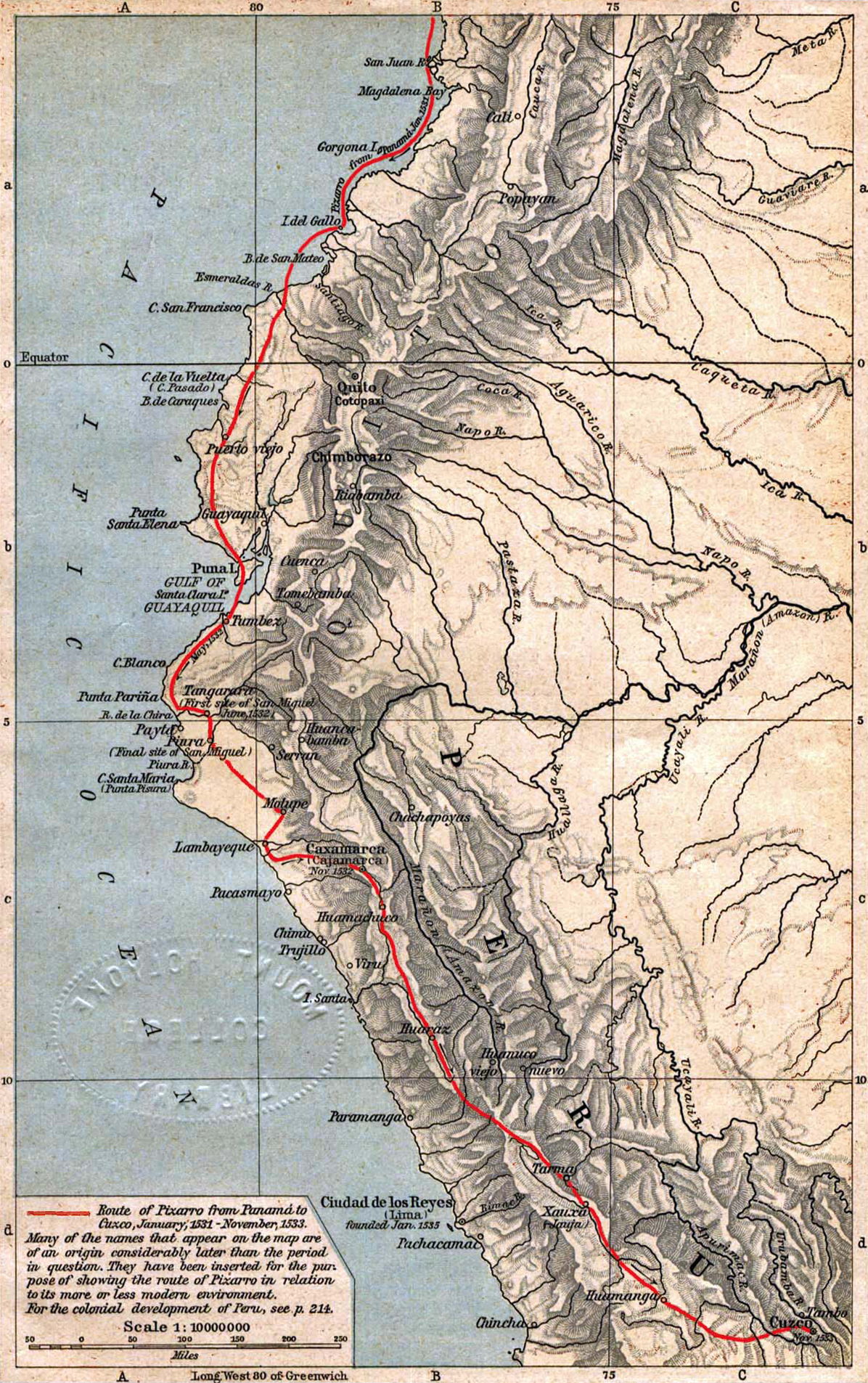
Rota de Francisco Pizarro na exploração e conquista do Peru (1531–1533)

A primeira tentativa de explorar a costa oeste da América do Sul foi feita em 1522 por Pascual de Andagoya, tendo chegado a Rio San Juan (Colômbia), onde populações locais lhe descreveram um território rico em ouro junto a um rio chamado "Pirú". Andagoya adoeceu e regressou ao Panamá, onde espalhou a notícia sobre o "Pirú" como o lendário El Dorado. Este relato, juntamente com o sucesso de Cortés, chamaram a atenção de Pizarro.
Francisco Pizarro tinha acompanhado Balboa na travessia do istmo do Panamá. Em 1524 formou uma parceria com o padre Hernando de Luque e o soldado Diego de Almagro para explorar o sul e dividir os lucros, apelidando a iniciativa "Empresa del Levante". Pizarro comandava, Almagro proporcionava apoio militar e alimentos, Luque seria responsável pelas finanças e outras disposições.
Em setembro partiu a primeira de três expedições à conquista do Peru com cerca de 80 homens e 40 cavalos. A expedição foi um fracasso chegando à Colômbia onde sucumbiram ao mau tempo, fome e conflitos com habitantes locais hostis. Os nomes de locais conferidos ao longo da rota - Puerto Deseado (porto desejado), Puerto del hambre (porto da fome) e Puerto quemado (porto queimado)- testemunham essas dificuldades. Dois anos depois, seguiu uma segunda expedição com cerca de 160 homens, com a autorização relutante do governador do Panamá. Ao chegar do Rio San Juan separaram-se: Pizarro ficou a explorar as costas pantanosas e Almagro buscou reforços. O piloto de Pizarro navegou para sul além do Equador, onde capturou um barco de Tumbes. Para sua surpresa transportava têxteis, cerâmica e o muito desejado ouro, prata e esmeraldas, tornando-se o foco da expedição. Depois de uma viagem difícil, enfrentando ventos e correntes, atingiram Atacames onde encontraram uma grande população sob domínio Inca, mas de aspecto tão agressivo que não aportaram.
Decidiram que Pizarro ficaria abrigado perto da costa, enquanto Almagro e Luque voltavam ao Panamá para buscar mais reforços com o ouro encontrado como prova. O novo governador rejeitou uma terceira expedição e mandou dois navios trazer todos de volta. Quando chegaram a Isla de Gallo, Pizarro traçou uma linha na areia, dizendo: "Ali está o Peru com suas riquezas; aqui, o Panamá e sua pobreza. Escolha, cada homem, o que melhor o torna um castelhano corajoso." Treze decidiram ficar tornando-se conhecidos como "los trece de la Fama" (os treze famosos). Construíram um barco avançando até La Isla Gorgona, onde permaneceram sete meses até à chegada de provisões.
No Panamá, o governador concordou com um navio para trazer de volta Pizarro e abandonar completamente a expedição. Almagro e Luque aproveitaram a oportunidade para se juntar Pizarro. Navegaram para sul e, em abril de 1528, atingiram o noroeste do Peru na região de Tumbes, onde foram recebidos calorosamente pelos Túmpis. Dois dos homens de Pizarro relataram riquezas incríveis, incluindo decorações a ouro e a prata na casa do chefe. Viram pela primeira vez lhamas a que Pizarro chamou "pequenos camelos". As populações chamaram aos espanhóis "Filhos do Sol" pela sua pele clara e armaduras brilhantes. Decidiram então regressar ao Panamá para preparar uma expedição final. Antes navegaram para o sul através de territórios por eles nomeados, como o Cabo Blanco, porta de Payta, Sechura, Punta de Aguja, Santa Cruz, e Trujillo, atingindo pela primeira vez 9ºsul.
Na primavera de 1528, Pizarro partiu para Espanha, onde teve uma audiência com o rei Carlos I que, ao ouvir sobre as suas expedições em terras descritas como muito ricas em ouro e prata e prometeu apoiá-los. Pizarro convenceu então muitos amigos e parentes a participar: seus irmãos Hernando, Juan e Gonzalo Pizarro e também Francisco de Orellana, que viria a explorar o rio Amazonas, assim como seu primo Pedro Pizarro. Quando a expedição partiu no ano seguinte levava três navios, cento e oitenta homens e 27 cavalos.
Desembarcaram perto do Equador e após lutar com os Punian, navegaram para Tumbes, encontrando o local destruído. Avançaram no interior onde estabeleceram o primeiro assentamento espanhol no Peru, San Miguel de Piura. Um dos homens voltou com um enviado Inca e um convite para um encontro. Os Incas estavam em guerra civil e Atahualpa descansava no norte do Peru perto de Cajamarca, após derrotar o seu irmão Huascar. Caminharam dois meses até Atahualpa. Este, porém, recusou a presença espanhola, dizendo que não "seria tributário de ninguém." Havia menos de 200 espanhóis a 80 000 soldados incas, mas Pizarro atacou o exército inca na Batalha de Cajamarca. Os espanhóis foram vitoriosos e prenderam Atahualpa na chamada sala de resgate. Apesar de cumprir sua promessa de encher uma sala com ouro e duas de prata, foi condenado pelo assassinato de seu irmão e conspirar contra Pizarro, e foi executado.
Em 1533, Pizarro invadiu Cuzco com tropas locais e escreveu ao rei Carlos I: "Esta cidade é a maior e mais bela já vista neste país ou em qualquer lugar nas Índias ... tem belos edifícios que seriam notáveis, mesmo em Espanha". Depois de selar a conquista do Peru, Jauja no Vale de Mantaro foi criada como capital provisória do Peru em 1534. Mas por ser muito distante do mar, nas montanhas Pizarro fundou a cidade de Lima em 1535, o que considerou um dos atos mais importantes da sua vida.

## Chegada ao Japão e as novas rotas comerciais (1542-1565)

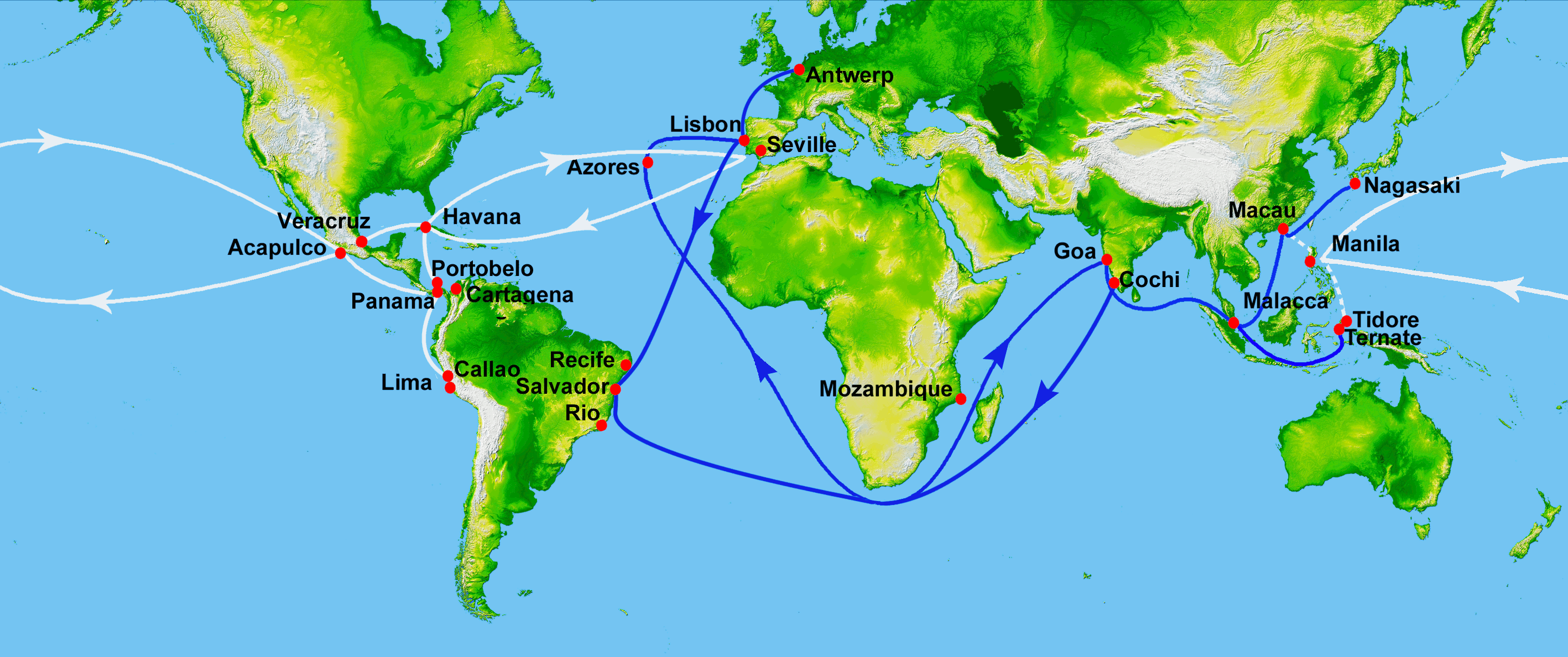
Rotas comerciais portuguesas até Nagasaki e a rota rival espanhola, o chamado galeão de Manila, iniciada em 1565 (branco)

Em 1543, acidentalmente, três mercadores portugueses Francisco Zeimoto, António Mota e António Peixoto foram os primeiros ocidentais a atingir o Japão e aí negociar. Segundo Fernão Mendes Pinto, que afirmou ter participado nesta viagem, terão aportado a Tanegashima em 23 de setembro, tendo sido este primeiro contacto directo europeus com o Japão. Segundo este, espantaram os autóctones não só com o relato de terras e costumes estranhos como com a novidade das armas de fogo, os arcabuzes que seriam imediatamente fabricadas pelos japoneses em grande escala.
A rota leste das Filipinas foi navegada pela primeira vez por Álvaro de Saavedra em 1527. O percurso de regresso foi mais difícil de encontrar. em 1565. A conquista espanhola das Filipinas foi ordenada por Filipe II de Espanha. Por fim, os espanhóis estabeleceram uma presença no Pacífico com a expedição de Miguel López de Legazpi, que partiu de Acapulco, Nova Espanha em 1565.

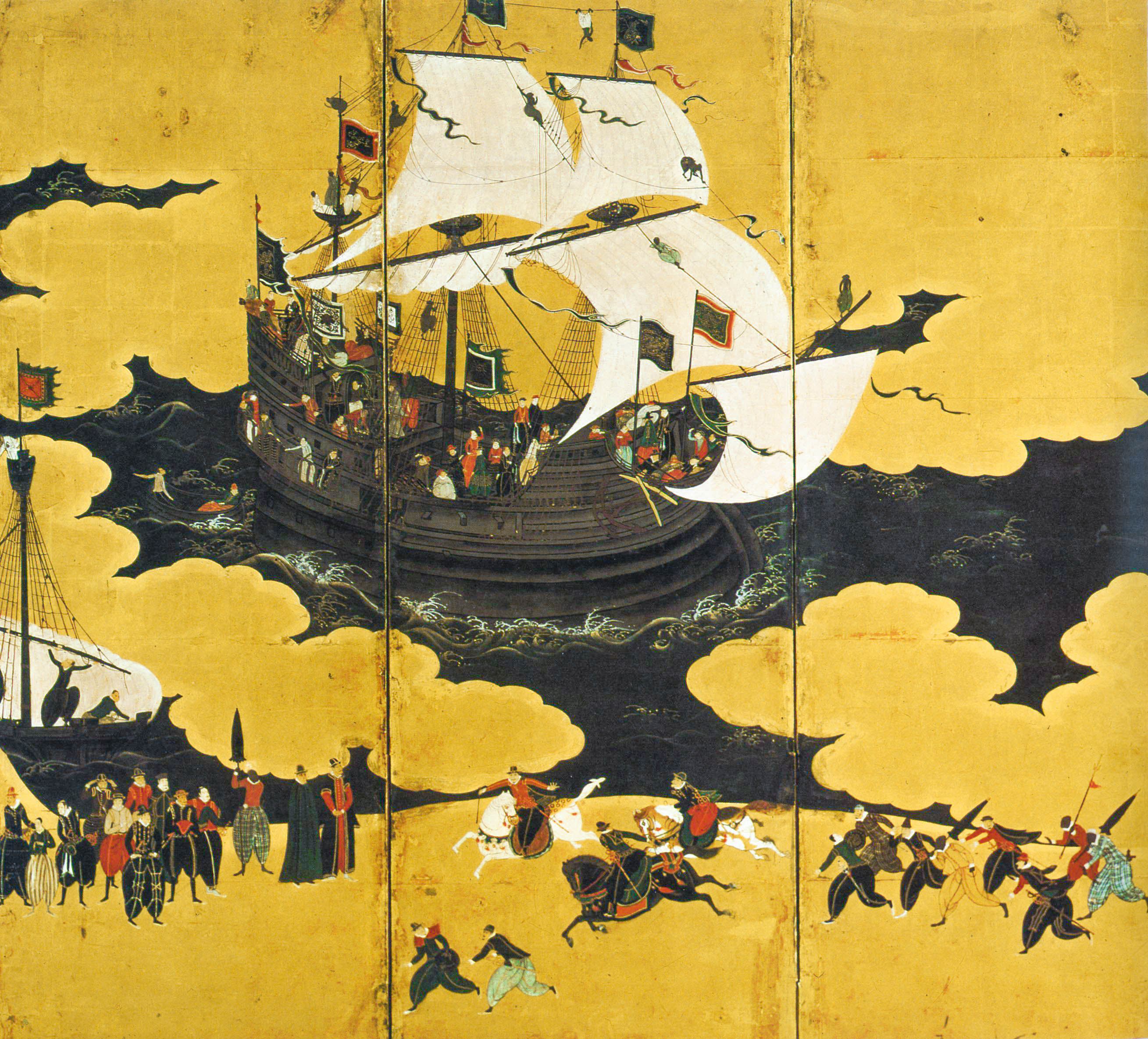
Carraca portuguesa em Nagasaki, pintura Nanban atribuída a Kano Naizen (1570-1616)

Andrés de Urdaneta fora o comandante designado, mas embora tenha acordado acompanhar a expedição, recusou o comando e Legazpi foi nomeado em seu lugar. A expedição partiu em Novembro de 1564. Depois de passar algum tempo nas ilhas, Legazpi enviou Urdaneta de volta para encontrar uma melhor rota de retorno. Urdaneta partiu de San Miguel, na ilha de Cebu em Junho de 1565, mas foi obrigado a navegar para norte até à latitude 38 graus norte até obter os ventos favoráveis.
Urdaneta calculou que os ventos Alísios do Pacífico, podiam se mover em giro como os ventos no Atlântico. Se no Atlântico os navios faziam a chamada "volta do mar" para apanhar os ventos que os trariam de volta a partir da Madeira, então, pensou, navegando mais para norte, rumo ao leste, iria apanhar ventos alísios capazes de trazê-lo de volta para a América do Norte. Seu palpite compensou, e ele atingiu a costa perto do cabo Mendocino, na Califórnia, seguido a costa para sul. O navio chegou ao porto de Acapulco, em 8 de outubro de 1565, tendo percorrido 12 000 milhas (20 000 km) em 130 dias. Quatorze tripulantes morreram; apenas Urdaneta e Felipe de Salcedo, sobrinho de López de Legazpi, tiveram força suficiente para lançar as âncoras.
Assim se estabeleceu uma rota no Pacífico entre o México e as Filipinas. Durante muito tempo essas rotas eram utilizadas pelos galeões de Manila, criando assim um vínculo comercial unindo a China, as Américas e a Europa através de rotas trans-Pacífico e trans-Atlânticas.

## Participação dos norte-europeus (1595-anos 1600)
As nações europeias fora da Península Ibérica recusavam-se a reconhecer o Tratado de Tordesilhas. França, Países Baixos e Inglaterra possuíam uma longa tradição marítima e, apesar do secretismo e rotecções, as novas tecnologias e mapas logo chegaram ao norte. Em 1568, os holandeses rebelaram-se contra o governo de Filipe II de Espanha desencadeando a Guerra dos Oitenta Anos. A guerra entre a Inglaterra e a Espanha também estourou. Em 1580, Filipe II tornou-se rei de Portugal, como legítimo herdeiro da coroa após uma crise sucessória. Os impérios combinados eram demasiado grandes para passar sem ser desafiados pelos rivais europeus.
Os exércitos de Filipe II conquistaram as importantes cidades comerciais de Bruges e Gante. Antuérpia, então o porto mais importante do mundo, caiu em 1585. À população protestante foram dados dois anos para resolver os seus assuntos e abandonar a cidade. Muitos estabeleceram-se em Amesterdão. Eram maioritariamente artesãos, ricos comerciantes das cidades portuárias e os refugiados das perseguições religiosas, especialmente judeus sefarditas fugidos de Portugal e de Espanha e, mais tarde, os huguenotes da França. Os Peregrinos calvinistas também passaram um tempo aí antes de partirem para o Novo Mundo. Esta imigração em massa foi uma força motriz importante: um pequeno porto em 1585, Amesterdão transformou-se rapidamente num dos centros comerciais mais importantes do mundo. Depois da derrota da Invencível Armada espanhola em 1588, houve uma enorme expansão do comércio marítimo.
A emergência do poder marítimo holandês foi rápida e impressionante: marinheiros holandeses tinham participado nas viagens portuguesas para oriente, como navegadores capazes e cartógrafos notáveis. Em 1592, Cornelis de Houtman foi enviado por mercadores holandeses para Lisboa, para reunir o máximo de informação possível sobre as "Ilhas das Especiarias". Em 1595, o comerciante e explorador Jan Huygen van Linschoten, tendo viajado no Oceano Índico ao serviço dos portugueses, publicou um relatório de viagem em Amesterdão, o "Reys-gheschrift vande Portugaloysers der navigatien em Orienten" ("Relatório de uma viagem através das navegações do Portugueses no Oriente"). Isto incluía vastas indicações sobre como navegar entre Portugal, as Índias Orientais e o Japão. Naquele mesmo ano Houtman seguiu estas direções na primeira viagem exploratória holandesa que descobriu uma nova rota marítima, velejando directamente de Madagáscar para o estreito de Sunda, na Indonésia e assinando um tratado com o sultão Banten.
Portugal concentrara-se principalmente nas áreas costeiras e ao longo do tempo revelou-se incapaz de fornecer os fundos e recursos humanos capazes de gerir e defender uma enorme e dispersa área, não conseguindo competir com as grandes potências que, lentamente, invadiram a sua esfera de comércio. Os dias do quase monopólio do comércio no Oriente estavam contados. Os exploradores holandeses, franceses e ingleses ignoraram a divisão papal do mundo e durante o século XVII estabeleceram postos de comércio cada vez mais a leste, à custa de Portugal.

### Explorações costeiras da América do Norte (1524-1611)

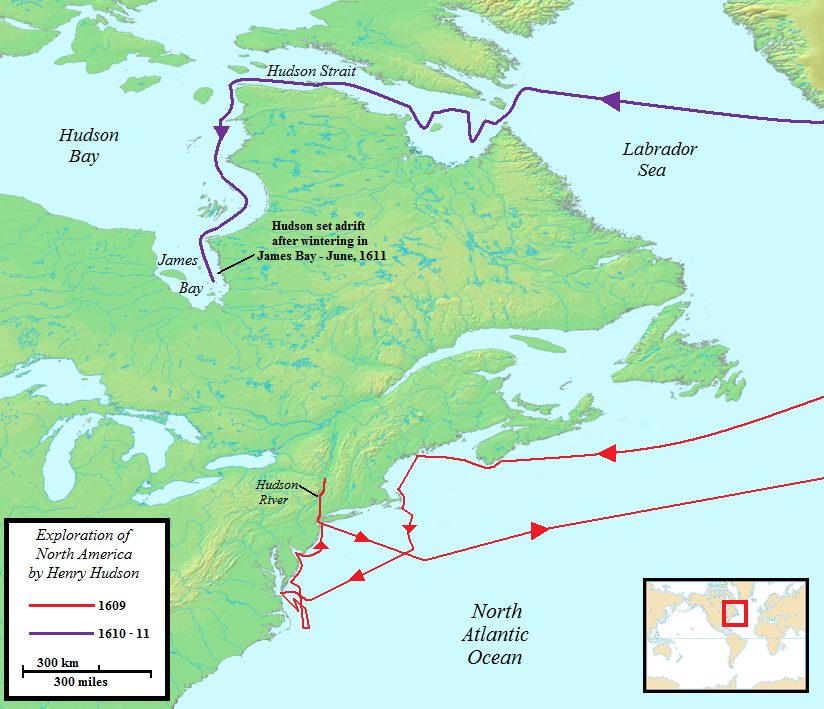
Mapa das viagens de Henry Hudson entre 1609-1611 à América do Norte ao serviço da Companhia das Índias Orientais Holandesas (VOC)

A primeira expedição norte europeia (1497) foi inglesa, liderada pelo italiano John Cabot (Giovanni Caboto). Foi a primeira de uma série de missões francesas e inglesas a explorar América do Norte. Espanha dedicara esforços limitados a explorar a parte norte das Américas, com os recursos totalmente tomados pelos seus esforços na América Central e do Sul, onde mais riqueza havia sido encontrada. As expedições de Cabot, Jacques Cartier (primeira viagem de 1534) e outros seguiam na esperança de encontrar uma passagem do Noroeste oceânica para chegar ao comércio asiático. Esta nunca foi descoberta, mas, nestas viagens, outras possibilidades foram encontradas e, no início do século VII colonos de vários estados norte europeus começaram a estabelecer-se na costa leste da América do Norte.
Em 1524, Giovanni da Verrazzano, um italiano ao serviço do rei Francisco I da França, foi o primeiro europeu documentado a visitar a costa atlântica dos atuais Estados Unidos. No mesmo ano, Estevão Gomes, um cartógrafo português que havia navegado na frota de Fernão de Magalhães ao serviço de Espanha, explorou a Nova Escócia navegando para Sul até ao Maine, onde entrou no porto de Nova York, o rio Hudson e, finalmente, chegou à Flórida em agosto de 1525. Como resultado da sua expedição, mapa mundo de Diego Ribero de 1529 mostra os contornos da costa leste da América do Norte quase perfeitamente.
Os europeus exploraram a costa do Pacífico desde meados do século XVI. Francisco de Ulloa explorou a costa do Pacífico do atual México, incluindo o golfo da Califórnia, provando que a Baja Califórnia era uma península, mas, apesar de suas descobertas, o mito persistiu na Europa de que a Califórnia era uma ilha. João Rodrigues Cabrilho, outro navegador português para a Coroa espanhola, foi o primeiro europeu a aportar na Califórnia, desembarcando em 28 de setembro de 1542, na baía de San Diego reclamando a Califórnia para a Espanha. Desembarcou também em San Miguel, uma das Ilhas do Canal, e continuou, até PT. Reyes. Após sua morte, a sua tripulação continuou a explorar para o norte até Oregon.
O inglês Francis Drake navegou ao longo da costa em 1579 algures a norte do local de desembarque de Cabrilho - a localização real do desembarque de Drake era secreta e ainda é indeterminada - e reivindicou a terra para a Inglaterra, chamando-a de Nova Albion. O termo "Nova Albion" foi, por isso, usado em muitos mapas europeus para designar os territórios a norte dos assentamentos espanhóis.
Entre 1609-1611, o inglês Henry Hudson, após várias viagens em nome de comerciantes ingleses para explorar uma passagem Nordeste para Índia, explorou a região em torno da actual cidade de Nova York, procurando uma rota ocidental para a Ásia para a VOC, a Companhia Holandesa das Índias Orientais. Explorou o Rio Hudson e lançou as bases para a colonização holandesa da região. A última expedição de Hudson chegou mais ao norte em busca da Passagem Noroeste, levando à descoberta do estreito de Hudson e baía de Hudson. Depois de invernar na baía de James, Hudson tentou avançar na primavera de 1611, mas seus tripulantes amotinaram-se e abandonaram-no.

### Barents e a busca de uma rota no Norte (1525-1611)

Mapa da terceira exploração do Árctico por Willem Barents, 1598

França, Holanda e Inglaterra haviam ficado sem uma rota comercial para a Ásia, pois África estava dominada pelos portugueses e a América do Sul pelos espanhóis. Quando se tornou evidente que não havia nenhuma passagem através do continente americano, as atenções voltaram-se para a possibilidade de uma passagem pelas águas do norte, a que os ingleses chamavam a passagem do Noroeste, procurada desde a viagem de John Cabot. O desejo de estabelecer uma rota motivou a exploração europeia, tanto nas costas da América do Norte como na Rússia. Na Rússia, a ideia de um possível caminho marítimo que ligasse o Atlântico ao Pacífico foi apresentado pela primeira vez pelo diplomata Dmitry Gerasimov, em 1525.
Em 1553, os exploradores ingleses Hugh Willoughby e Richard Chancellor foram enviados de Londres pela "Company of Merchant Adventurers to New Lands" com três navios em busca de uma passagem. Na viagem através do mar de Barents, Willoughby pensou ter avistado ilhas ao norte, que foram representadas em mapas até 1640. [74] Separados por "vendavais terríveis" na no mar da Noruega, Willoughby e a sua tripulação morreram numa baía perto da atual fronteira entre a Finlândia e Rússia. Chancellor conseguiu ancorar no mar Branco e caminhar até Moscovo, onde foi recebido na corte de Ivan, o Terrível, abrindo o comércio com a Rússia e transformando a companhia de aventureiros mercantis na Companhia de Moscóvia em 1555.
Em Junho de 1594, o cartógrafo holandês Willem Barents partiu numa frota de três navios para o mar de Kara, na esperança de encontrar a passagem do Nordeste acima da Sibéria. Encontraram pela primeira vez um urso polar, que tentaram capturar e levar a bordo sem sucesso. Atingiram a costa oeste da Nova Zembla, e seguiram para norte, antes de serem forçados a voltar face aos grandes icebergs.
No ano seguinte, o príncipe Maurício de Orange nomeou Barents como piloto de uma nova expedição de seis navios, carregados com mercadorias holandesas para o esperado comércio com a China. Ao descobrir o Mar de Kara congelado acabou por que regressar. Em 1596, o estado holandês instituiu uma recompensa a quem navegasse com sucesso a Passagem Nordeste. A cidade de Amesterdão comprou e equipou dois pequenos navios, sob o comando de Barents. Partiram em Maio e chegaram a Bear Island e Spitsbergen, avistando a costa noroeste. Encontraram uma grande baía, a que deram o nome de Tusk Bay, mas foram obrigados a voltar. Em 28 de Junho, contornaram a ponta norte da Prins Karls Forland e navegaram para sul.

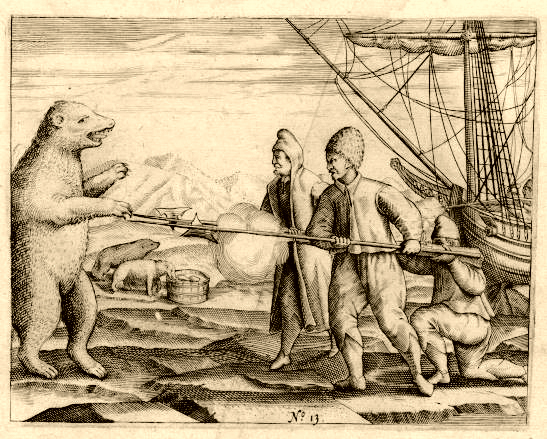
Tripulante da expedição de Willem Barents enfrentando um urso polar

Retornaram a Bear Island, onde se separaram, continuando Barents para nordeste e o piloto Rijp rumo ao norte. Barents atingiu Nova Zembla, e, para evitar ficar preso no gelo, dirigiu-se para o Estreito Vaigatch onde ficou preso e a tripulação de 16 homens foi forçada a passar o inverno. Enfrentando um frio extremo, usaram madeira do navio para construir um abrigo, e os tecidos que transportavam para fazer roupas, caçaram raposas do ártico e ursos polares em armadilhas primitivas. Junho chegou, mas o gelo ainda não havia afrouxado sobre o navio. Os sobreviventes, atacados de escorbuto, partiram em dois botes em direção ao mar. Barents morreu no mar em 20 de junho de 1597, enquanto estudava os seus mapas. Só passadas sete semanas os barcos chegarem a Kola, onde foram resgatados por um navio mercante russo. Apenas 12 tripulantes sobreviveram, atingindo Amesterdão em novembro. Dois dos companheiros de Barents publicaram os seus relatos: Jan Huygen van Linschoten, que o acompanhara nas duas primeiras viagens, e Gerrit de Veer, carpinteiro do navio.
Em 1608, Henry Hudson fez uma segunda tentativa, tentando cruzar o topo norte da Rússia: chegou a Nova Zembla, mas foi forçado a regressar. Entre 1609-1611, depois de várias viagens em nome de comerciantes de ingleses para explorar um potencial Rota do Mar do Norte para a Índia, explorou a região em torno da actual Nova York enquanto procurava uma rota ocidental para a Ásia, sob os auspícios da Companhia Holandesa das Índias Orientais (VOC).

### Chegada dos holandeses à Austrália e à Nova Zelândia (1606-1644)

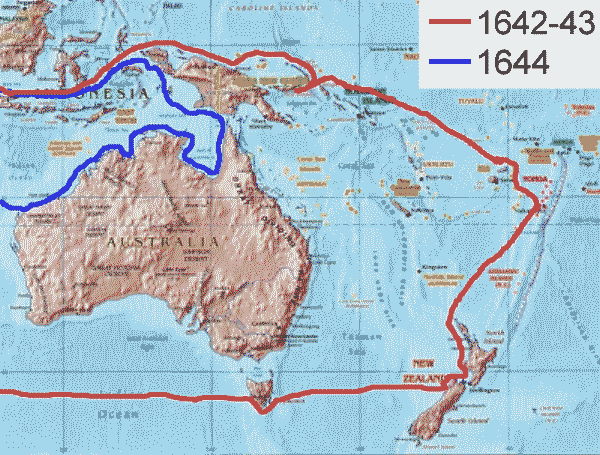
As viagens de Abel Tasman em 1642 e 1644 na Nova Holanda (actual Austrália) ao serviço da VOC (a Companhia Holandesa das Índias Orientais)

Terra Australis Incognita ("terra desconhecida do sul" em latim) era um continente hipotético que surgia representado nos mapas europeus, com raízes num conceito introduzido inicialmente por Aristóteles. Pode ver-se nos mapas de Dieppe do século XVI e de Abraham Ortelius, a sul das Índias Orientais, com o litoral elaborado e uma grande riqueza de detalhes fictícios. Os descobrimentos reduziram a área em que o continente poderia ser encontrado, no entanto, muitos cartógrafos mantinham a opinião de Aristóteles. Gerardus Mercator (1569) e Alexander Dalrymple defenderam a sua existência até 1767, argumentando que deveria haver uma massa de terra grande no sul como contraponto para as massas de terra conhecidas no Hemisfério Norte. À medida que novas terras eram descobertas, eram muitas vezes assumidas como sendo partes deste continente hipotético.
Juan Fernández, navegando do Chile em 1576, reclamou ter descoberto o continente do Sul. Luís Vaz de Torres, um navegador português ao serviço da coroa espanhola, provou a existência de uma passagem ao sul da Nova Guiné que hoje é conhecida como o estreito de Torres. Pedro Fernandes de Queirós, outro navegador português para a coroa espanhola, viu uma grande ilha sul da Nova Guiné em 1606, a que deu o nome de "La Austrália del Espiritu Santo" que apresentou ao rei de Espanha como a Terra Australis incognita.

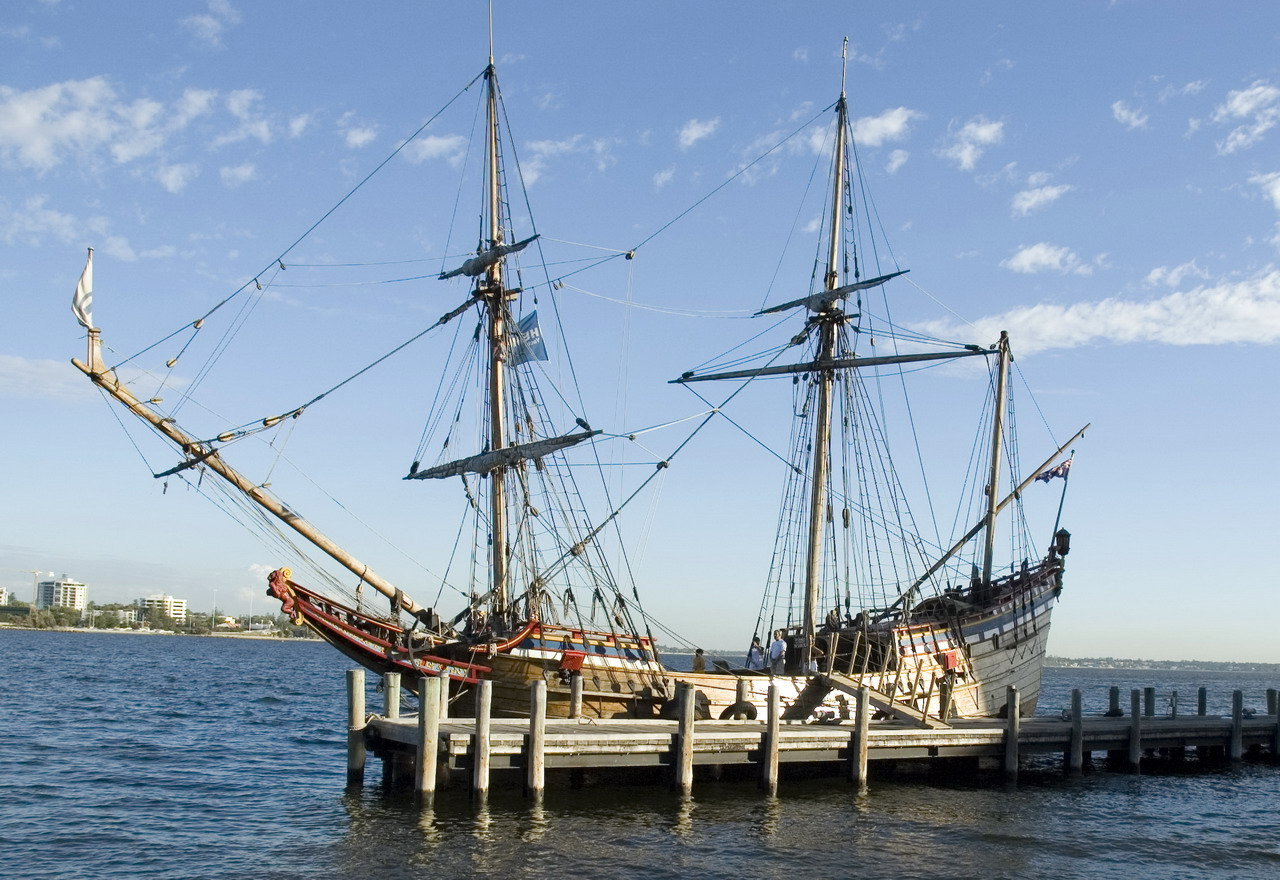
Réplica do Duyfken, Swan River, Australia

O navegador holandês e governador colonial, Willem Janszoon foi o primeiro europeu reconhecido como tendo visto a costa da Austrália. Janszoon partira da Holanda para as Índias Orientais pela terceira vez em 18 de dezembro de 1603, como capitão do Duyfken (ou Duijfken, que significa "pequena pomba"), um de doze navios da frota de Steven van der Hagen. Uma vez na Índia, Janszoon foi enviado para procurar outros entrepostos de comércio, particularmente na "grande terra da Nova Guiné e outras Terras a este e a sul." Em 18 de novembro de 1605, o Duyfken partiu de Bantam para a costa oeste Nova Guiné. Janszoon então cruzou a extremidade oriental do mar de Arafura, sem ver o Estreito de Torres, no golfo de Carpentária. Em 26 de fevereiro de 1606, desembarcou no rio Pennefather na costa oeste do cabo York, em Queensland, perto da actual cidade de Weipa. Este foi o primeiro desembarque europeu registado no continente australiano. Janszoon procedeu ao mapeamento de cerca de 320 km de costa, do que ele pensava ser uma extensão do sul da Nova Guiné. Em 1615, Jacob Le Maire e Willem Schouten contornaram o cabo Horn provando que a Tierra del Fuego era uma ilha relativamente pequena.
Em 1642 e 1644, Abel Tasman, também um explorador holandês e comerciante ao serviço da VOC, a Companhia Holandesa das Índias Orientais, circum-navegou a então chamada Nova Holanda, provando que a Austrália não fazia parte do mítico continente do sul. Tasman foi o primeiro europeu conhecido a chegar à Terra de Van Diemen (actual Tasmânia) e à Nova Zelândia e avistar as ilhas Fiji, em 1643. Tasman, o seu navegador Visscher, e o seu comerciante Gilsemans  mapearam partes substanciais da Austrália, Nova Zelândia e ilhas do Pacífico.

## Impacto global da era dos descobrimentos

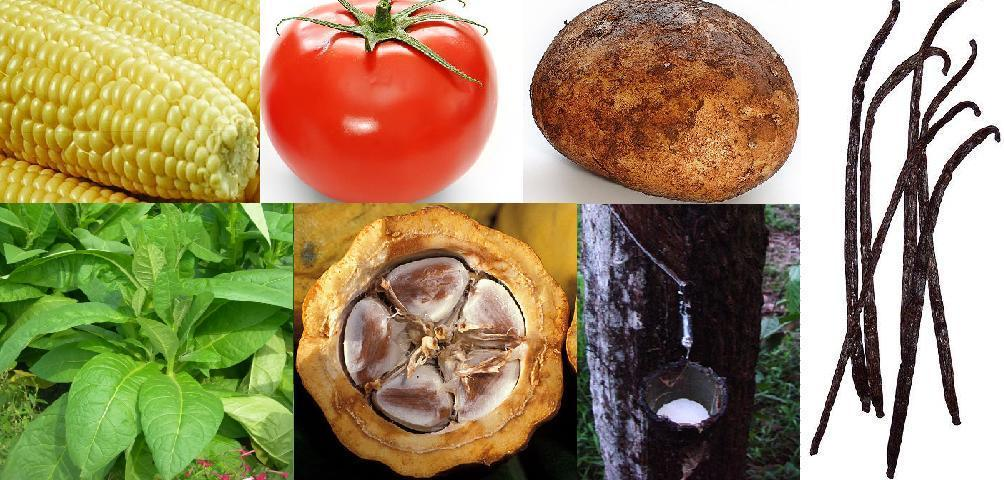
Plantas nativas do Novo Mundo. No sentido horário, do topo à esquerda:: 1. Milho (Zea mays) 2. Tomate (Solanum lycopersicum) 3. Batata (Solanum tuberosum) 4. Baunilha 5. Seringueira (Borracha -Hevea brasiliensis) 6. Cacau (Theobroma cacao) 7. Tabaco (Nicotiana rustica)

Impérios coloniais europeus desde 1492

A expansão ultramarina europeia desencadeou o intenso contacto entre o Velho Mundo e o Novo Mundo nomeado intercâmbio colombiano. Este fenómeno envolveu a transferência de produtos até então exclusivos de cada hemisfério, como gado bovino, cavalos, algodão e cana-de-açúcar da Europa para o Novo Mundo, ou tabaco, batata, cacau e milho, trazidos do Novo para o Velho Mundo. Entre os produtos que moveram o comércio global destacam-se a cana-de-açúcar e o algodão que foram cultivados intensamente nas Américas, e o ouro e prata trazidos das Américas que moveram não só a economia da Europa, mas de outras partes do mundo como o Japão e a China.
As novas ligações transoceânicas e o seu domínio pelas potências europeias originaram os impérios coloniais europeus, que vieram a controlar grande parte do planeta. O apetite europeu por comércio, produtos, impérios e escravos afectou muitas regiões do mundo. Espanha participou na destruição de culturas agressivas na América. O padrão de agressão territorial foi repetido noutros territórios. Novas religiões impuseram-se a rituais "pagãos", assim como línguas, culturas políticas e, em algumas áreas como a América do Norte, Austrália, Nova Zelândia e Argentina, povos indígenas foram afastados de suas terras ou reduzidos a minorias. Vulneráveis a doenças infecciosas euroasiáticas a que nunca haviam sido expostos, muitos pereceram com doenças transmitidas pelos Europeus, que nalguns casos dizimaram 50-90% de algumas populações.
O milho e a mandioca, introduzidos no século XVI pelos portugueses, prosperaram em África, tornando-se importantes alimento básicos no continente africano. Alfred W. Crosby especulou que o aumento da produção de milho, mandioca e outras culturas americanas, ao permitir o povoamento de zonas de floresta húmida, alimentou por sua vez o comércio de escravos. Nas zonas costeiras de África, as populações locais ao participar no tráfico europeu de escravos, mudaram a face de estados costeiros africanos e alteraram a natureza da escravidão africana, causando impactos nas sociedades e economias do interior. O tráfico de escravos para trabalhar no cultivo modificou populações de diversos territórios como o Brasil, África e América do Norte.
Durante o século XVI, a economia chinesa sob a dinastia Ming foi estimulada pelo comércio com portugueses, espanhóis e holandeses, envolvendo-se no comércio mundial de mercadorias, plantas, animais e culturas alimentares. O comércio com europeus e japoneses trouxe grandes quantidades de prata, que substituiu o cobre e o papel-moeda como meio de pagamento na China. Nas últimas décadas da dinastia Ming, o fluxo de prata diminuiu muito, comprometendo as receitas estatais e, assim toda a economia. Esse dano foi agravado pelos efeitos sobre a agricultura da Pequena Idade do Gelo, calamidades naturais, más colheitas e epidemias frequentes. A resultante quebra da autoridade permitiu que líderes rebeldes como Li Zicheng desafiassem a autoridade Ming.

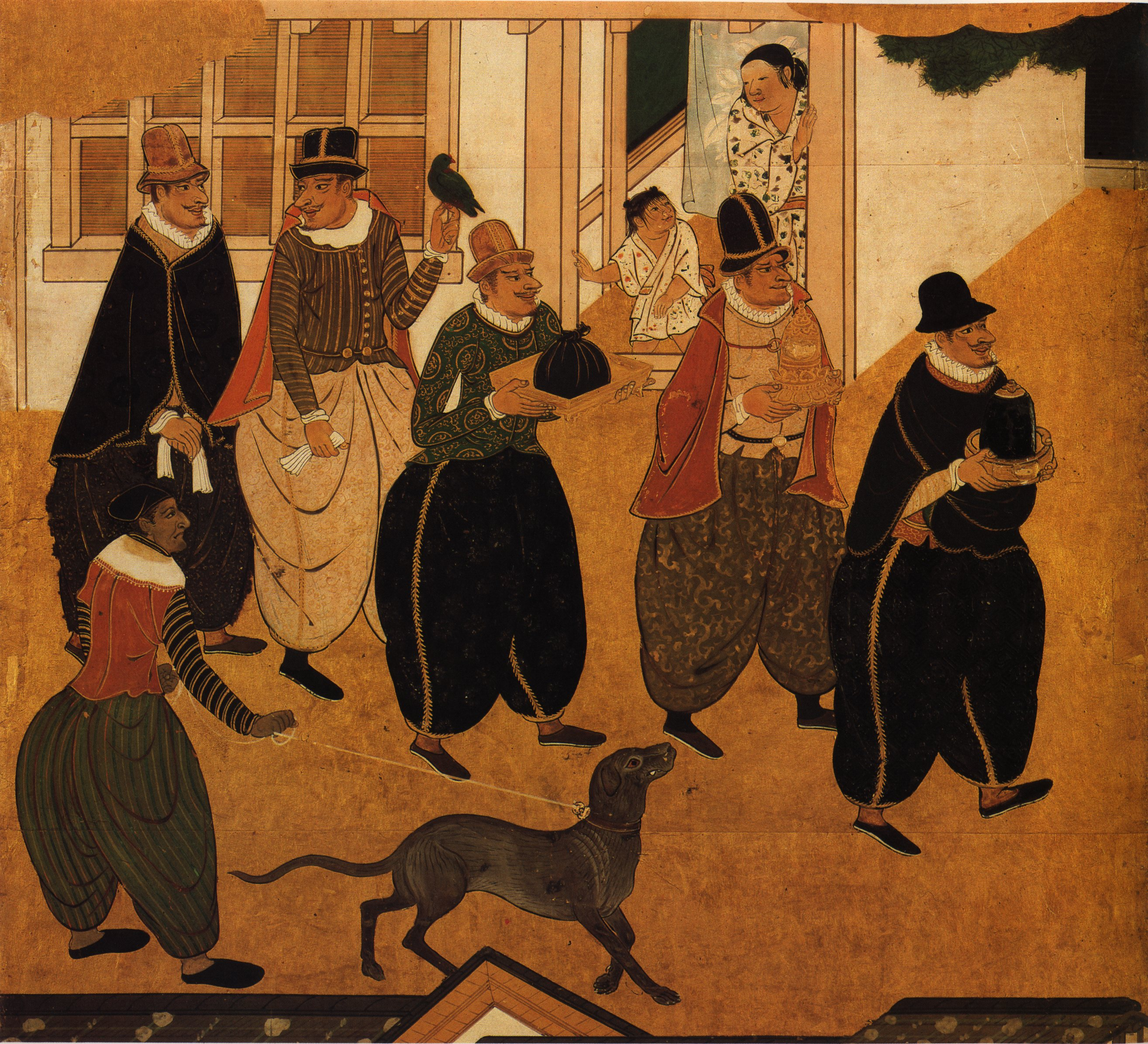
Portugueses Nanbanjin chegando ao Japão, para surpresa dos habitantes, detalhe de painel Nanban por Kano Domi, 1593-1600

Novas culturas vindas das Américas contribuíram para o crescimento da população asiática. Embora a principal importação chinesa fosse a prata, os chineses importaram também culturas do Novo Mundo através do Império Espanhol. Estas incluíam a batata doce, milho e amendoim, que podiam ser cultivados em terras onde as culturas base tradicionais de trigo, painço e arroz não conseguiam crescer, facilitando o aumento na população da China. Na dinastia Song (960-1279), o arroz tornara-se a principal plantação de subsistência, mas desde que a batata doce foi introduzida na China, por volta de 1560, tornou-se gradualmente a comida tradicional das classes mais humildes.
A chegada dos portugueses ao Japão em 1543 iniciou o período Nanban, com os japoneses a adoptar e fabricar em grande escala várias tecnologias e práticas culturais, como o arcabuz, armaduras, os navios europeus, o cristianismo, as artes decorativas e linguagem. Quando os chineses proibiram o comércio directo com o Japão, os portugueses preencheram esta lacuna comercial tornando-se intermediários entre a China e o Japão. Os portugueses compravam seda chinesa que vendiam aos japoneses, em troca de prata japonesa. Como a prata estava mais valorizada na China, utilizavam-na para comprar grandes carregamentos de seda chinesa. No entanto, a partir de 1573, com o estabelecimento da base comercial espanhola em Manila, este comércio português de prata na China diminuiu, substituído entrada na China da prata vinda da América espanhola.
O jesuíta italiano Matteo Ricci (1552-1610), foi o primeiro europeu autorizado entrar na Cidade Proibida, ensinando os chineses como construir e tocar espineta, traduzindo textos do chinês para o latim e vice-versa, e trabalhando estreitamente com o seu associado chinês Xu Guangqi (1562-1633) na matemática.

### Impacto económico e cultural da era dos descobrimentos na Europa

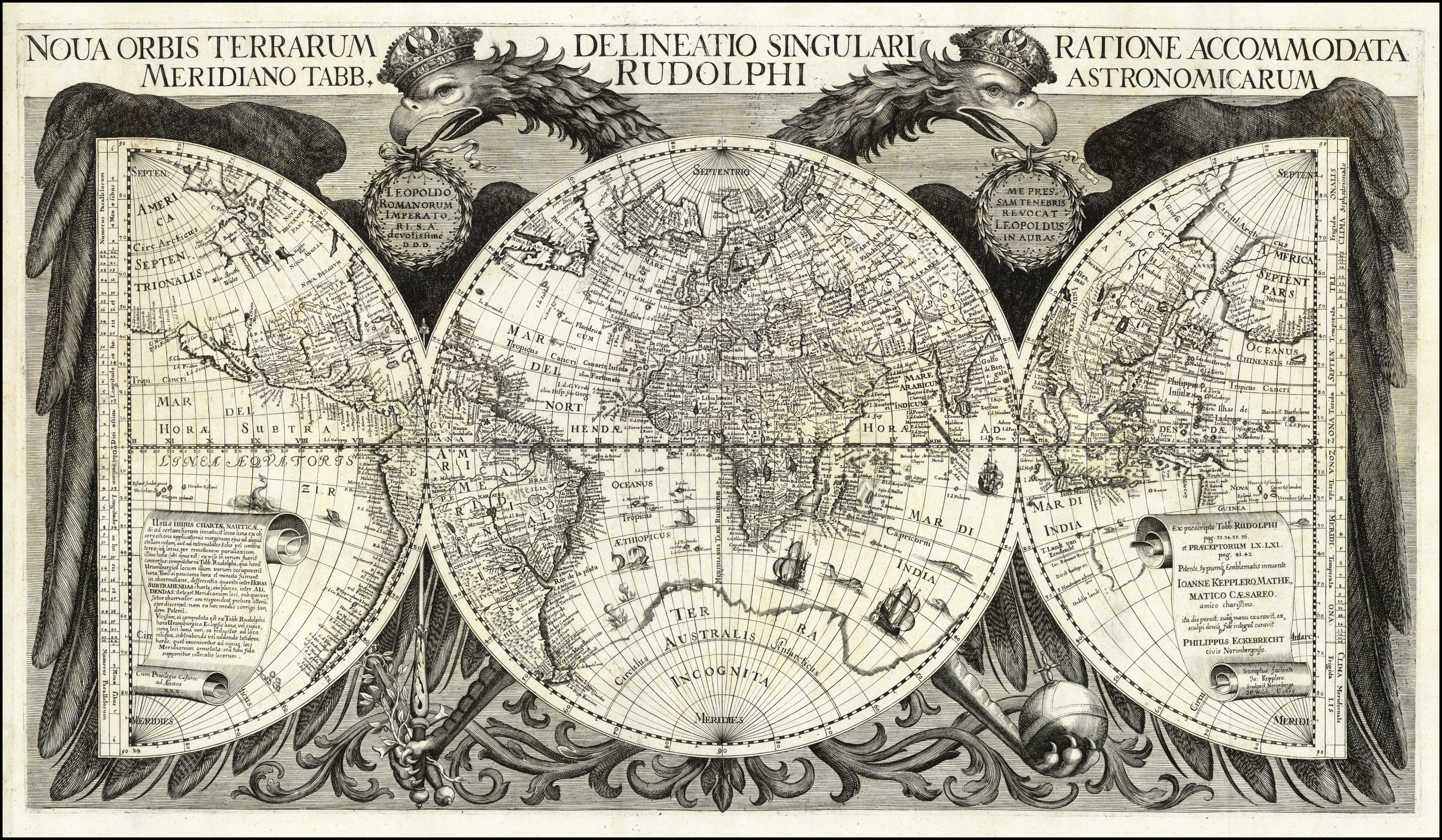
Mapa múndi das Tabelas Rodolfinas de Johannes Kepler (1627), incorporando muitas das novas descobertas

Com a maior variedade de produtos de luxo a entrarem no mercado europeu por via marítima, os anteriores mercados europeus de bens de luxo estagnaram. O comércio do Atlântico suplantou largamente as anteriores potências comerciais italianas (repúblicas marítimas) e alemãs (Liga Hanseática), que baseavam as suas relações comerciais no Báltico, com russos e muçulmanos. Os novos produtos causaram também mudanças sociais, à medida que açúcar, especiarias, sedas e porcelanas entraram no mercado de luxo da Europa.
O centro da economia europeia deslocou-se do Mediterrâneo para a Europa Ocidental. A cidade de Antuérpia, parte do Ducado de Brabante, tornou-se "o centro de toda a economia internacional, e a cidade mais rica da Europa. Centrado em Antuérpia e depois em Amesterdão, o "Século de Ouro dos Países Baixos" esteve fortemente ligado à era dos descobrimentos. Francesco Guicciardini, um emissário veneziano, afirmou que centenas de navios passavam por Antuérpia diariamente, e 2 000 carruagens entravam na cidade a cada semana. Navios portugueses carregados de pimenta e canela desembarcavam aí a sua carga. Com muitos comerciantes residentes na cidade, e governada por uma oligarquia de aristocratas-banqueiros proibidos de participar no comércio, a economia de Antuérpia era controlada por estrangeiros, o que tornou a cidade muito cosmopolita, com mercadores e comerciantes de Veneza, Ragusa, Espanha e de Portugal e uma política de tolerância que atraiu uma grande comunidade judaica. A cidade experimentou três picos durante a sua idade de ouro, o primeiro baseado no mercado de pimenta, um segundo desencadeado pela prata americana vinda através de Sevilha (que terminou com a falência de Espanha em 1557), e um terceiro, após a paz de Cateau-Cambrésis, em 1559, com base na indústria têxtil.
Apesar das hostilidades iniciais, a partir de 1549 os portugueses enviavam missões comerciais anuais para Sanchoão, na China. Em 1557 conseguiram convencer a corte Ming a chegar a um tratado comercial que estabelecia Macau como uma base comercial oficial Portuguesa. Em 1569 o português Frei Gaspar da Cruz publicou o "Tratado das cousas da China", primeira obra completa sobre a China e a Dinastia Ming publicada na Europa desde Marco Pólo, que incluía informações sobre a geografia, províncias, realeza, funcionários, burocracia, transportes, arquitetura, agricultura, artesanato, assuntos comerciais, de vestuário, costumes religiosos e sociais, música e instrumentos, escrita, educação e justiça. influenciando a imagem que os europeus tinham da China.

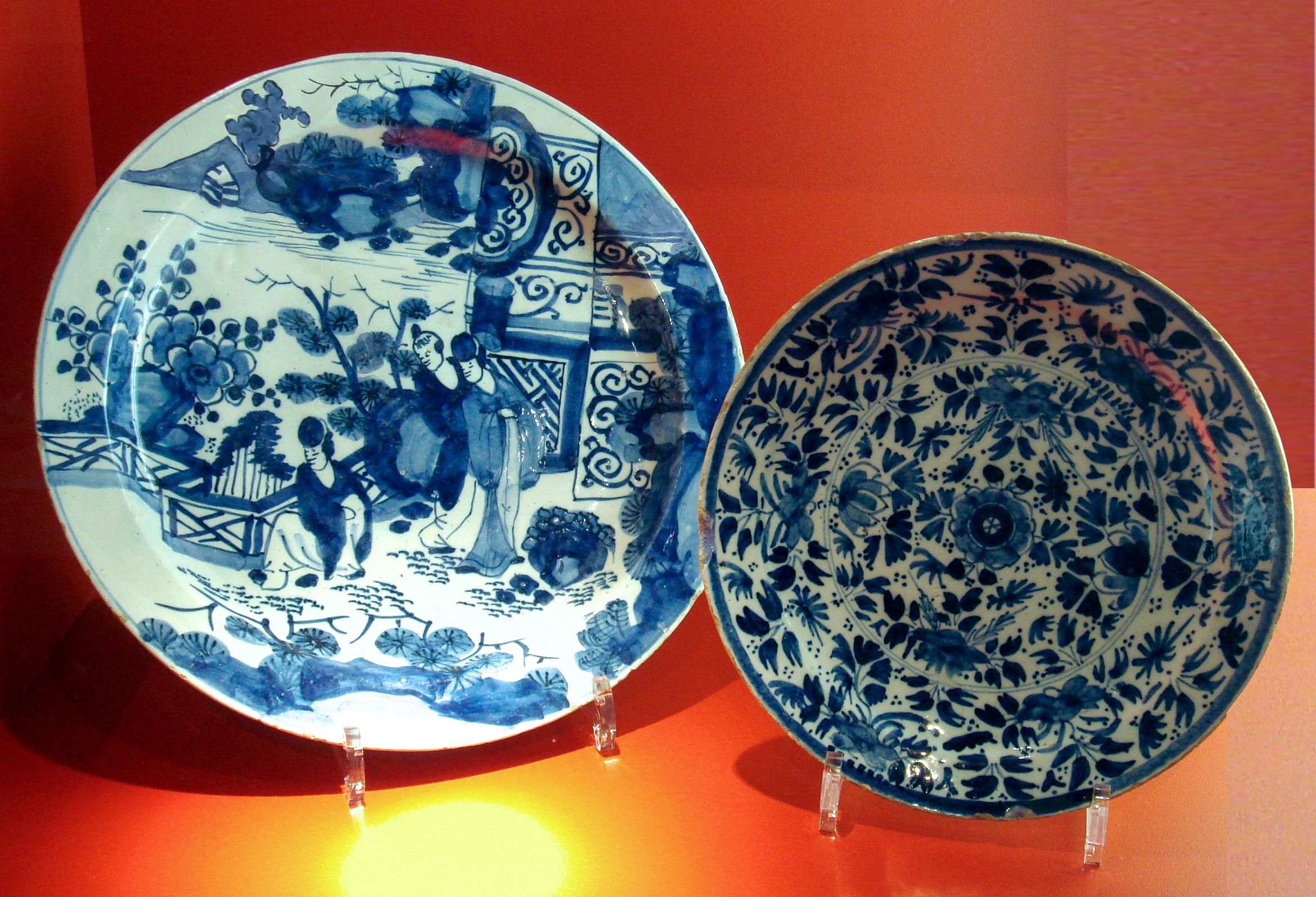
Porcelana de Delft com motivos chineses, século XVIII.
Museu Ernest Cognacq

As principais importações vindas da China eram sedas e porcelanas, adaptadas aos gostos europeus. As porcelanas chinesas eram tão apreciadas na Europa que, em Inglês, "china" tornou-se sinónimo de "porcelana". A chamada porcelana kraak (cujo nome terá origem nas "carracas" portuguesas em que era transportada) estava entre as primeiras cerâmicas chinesas a chegar à Europa em quantidades maciças. Apenas os mais ricos podiam pagar estas primeiras importações, que foram frequentemente representadas nas naturezas mortas holandesas.
Depressa a Companhia Holandesa das Índias Orientais estabeleceu um dinâmico comércio com o Oriente, tendo importado 6 milhões de items de porcelana da China para a Europa entre os anos de 1602 para 1682. A mestria chinesa impressionou muitos. Entre 1575 e 1587, a porcelana Médici de Florença foi a primeira tentativa bem-sucedida para imitar a porcelana chinesa. Apesar dos ceramistas holandeses não terem copiado imediatamente a porcelana chinesa, começaram a fazê-lo quando o abastecimento para a Europa foi interrompido, após a morte do Imperador Wanli em 1620. A porcelana Kraak, principalmente a azul e branca, foi imitada em todo o mundo, primeiro pelos oleiros em Arita, Japão e Pérsia - para onde os comerciantes holandeses se viraram quando a queda da dinastia Ming tornou os originais chineses indisponíveis - e, em última instância nas porcelanas de Delft. As loiças holandesas e inglesas inspiradas em desenhos chineses persistiram desde cerca de 1630 até meados do século XVIII, junto com os padrões europeus.
Antonio de Morga (1559-1636), um oficial espanhol em Manila, inventariou exaustivamente os bens negociados pela China Ming na viragem para o século XVII, notando que havia "raridades tais que, se referisse todas elas, nunca iria acabar, nem o papel seria suficiente". Num caso, um galeão com destino ao território espanhol no Novo Mundo transportava mais de 50 000 pares de meias de seda. Em troca, a China importava principalmente prata das minas peruanas e mexicanas, transportada através de Manila. Os comerciantes chineses eram ativos neste comércio, e muitos emigraram para locais como as Filipinas e o Bornéu para aproveitar as novas oportunidades comerciais.

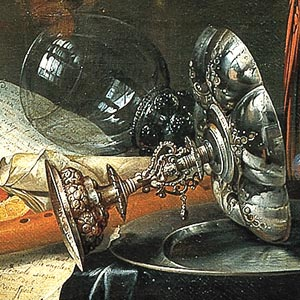
Uma mesa ricamente posta com papagaios, (pormenor) c. 1650
Natureza morta de Jan Davidszoon de Heem. Baixela de prata

O aumento da riqueza experimentado pela Espanha dos Habsburgos coincidiu com um grande ciclo inflacionário tanto em Espanha como na Europa, conhecido como revolução dos preços. Em 1520 iniciara-se a extração de prata em grande escala em Guanajuato, no México. Com a abertura das minas de prata em Zacatecas e Potosí, na Bolívia, em 1546 grandes carregamentos de prata tornaram-se a fonte da fabulosa riqueza espanhola. Durante o século XVI,  Espanha realizou o equivalente a 1,5 triliões de US$ (valor de 1990) em ouro e prata da Nova Espanha. Sendo o mais poderoso monarca europeu numa época cheia de guerras e conflitos religiosos, Filipe II dispersou a riqueza nas artes e nas guerras europeias. "Aprendi aqui um provérbio", afirmava um viajante francês em 1603: "Tudo é estimado em Espanha, excepto a prata". A prata, subitamente espalhada por uma Europa até então carente de moeda, provocou a inflação generalizada. A inflação foi agravada por uma população em crescimento, mas um nível de produção estático, baixos salários e um aumento do custo de vida. Espanha tornou-se cada vez mais dependente das receitas provenientes do império nas Américas, levando à primeira falência estatal em 1557 devido ao aumento das despesas militares. Filipe II de Espanha, em insolvência face à sua dívida várias vezes, teve de declarar quatro falências do estado em 1557, 1560, 1575 e 1596, tornando-se a primeira nação soberana da história a declarar falência. O aumento dos preços resultante da circulação monetária estimulou o crescimento de uma classe média comercial na Europa, que viria a influenciar a política e a cultura de muitos países.